# مانشستر
مانشستر أو مَنشِستَر (بالإنجليزية: Manchester) هي مدينة حضرية ضمن منطقة مانشستر الكبرى، إنجلترا. تُعد خامس أكبر مدينة من حيث عدد السكان في البلاد إذ يبلغ عدد سكانها 547,627 (اعتبارًا من 2018) وتقع داخل ثاني أكبر منطقة حضرية من حيث عدد السكان في المملكة المتحدة، إذ يبلغ عدد سكانها 2.7 مليون نسمة، وثالث أكبر مقاطعة من حيث عدد السكان، نحو 2.8 مليون، وثالث أكبر منطقة حضرية من حيث عدد السكان بعدد سكان يبلغ 3.3 مليون نسمة. يحدها سهل شيشاير من الجنوب، والبنين من الشمال والشرق، وقوس من المدن التي تشكل تجمعات مستمرة. السلطة المحلية للمدينة هي مجلس مدينة مانشستر.
بدأ التاريخ المسجل لمانشستر مع الاستيطان المدني المرتبط بالحصن الروماني ماموكيوم أو مانسونيوم، والذي أُنشئ في حوالي عام 79 بعد الميلاد على منحدر من الحجر الرملي بالقرب من التقاء نهري ميدلوك وآيرول. على الرغم من كونها جزءًا تاريخيًا وتقليديًا من لانكشاير، دُمجت مناطق شيشاير جنوب نهر ميرسي في مانشستر في القرن العشرين. أضيفت ويثينشو إلى المدينة في عام 1931، وعدت أول ما جرى تضمينه. بقيت مانشستر تحت مسمى  قرية مانور طوال العصور الوسطى، لكنها بدأت في التوسع «بمعدل مذهل» في مطلع القرن التاسع عشر. جاء التحضر غير المخطط لمانشستر نتيجة ازدهار صناعة المنسوجات خلال الثورة الصناعية، وأدى إلى أن تصبح أول مدينة صناعية في العالم. حققت مانشستر مكانة مدينة في عام 1853. افتتحت قناة مانشستر للسفن في عام 1894، وأنشئ ميناء مانشستر الذي ربط المدينة مباشرة بالبحر الأيرلندي، على بعد 36 ميلًا (58 كم) إلى الغرب. انخفضت ثروتها بعد الحرب العالمية الثانية بسبب تراجع التصنيع، لكن قصف الجيش الجمهوري الأيرلندي في عام 1996 أدى إلى استثمارات واسعة النطاق بسبب التجديد. بعد إعادة التطوير الناجحة بعد تفجير الجيش الجمهوري الأيرلندي، كانت مانشستر المدينة المستضيفة لألعاب الكومنولث 2002.
تتميز المدينة بالهندسة المعمارية، والثقافة، والموسيقى، والروابط الإعلامية، والمخرجات العلمية والهندسية، والتأثير الاجتماعي، والنوادي الرياضية، ووصلات النقل. كانت محطة سكة الحديد الواصلة بين مدينتي مانشستر وليفربول أول محطة قطار ركاب بين المدن في العالم. في جامعة مانشستر، قام إرنست رذرفورد بتقسيم الذرة لأول مرة في عام 1917، وطور فريدريك سي ويليامز مع توم كيلبورن وجيف توتيل أول برنامج كمبيوتر مخزن في العالم في عام 1948، وعزل أندريه جيم وكونستانتين نوفوسيلوف الغرافين الأول في عام 2004.

## أصل التسمية
ينشأ اسم مانشستر من الاسم اللاتيني ماموكيوم أو متغيره مانكونيو وما يزال يشار إلى المواطنين باسم المانكونيون. يُعتقد عمومًا أن هذه الأسماء تمثل باللاتينية (بريتون). الأصل المقبول لهذا الاسم هو أنه يأتي من Brittonic * mamm- («الثدي»، في إشارة إلى «التل ذو الشكل الشبيه بالثدي»). ومع ذلك، تشير الأعمال الحديثة إلى أنه يمكن أن يأتي من * mamma («الأم»، في إشارة إلى آلهة النهر المحلية). كلا الاستخدامين محفوظان في اللغات الكلتية المعزولة، مثل mam التي تعني «الثدي» باللغة الأيرلندية و«الأم» بالويلزية. اللاحقة -شيستر مأخوذة من ceaster الإنجليزية القديمة («التحصين الروماني»، وهي نفسها كلمة مستعارة من اللاتينية castra، التي تعني «الحصن ؛ أو المدينة المحصنة»).

## التاريخ

### التاريخ المبكر

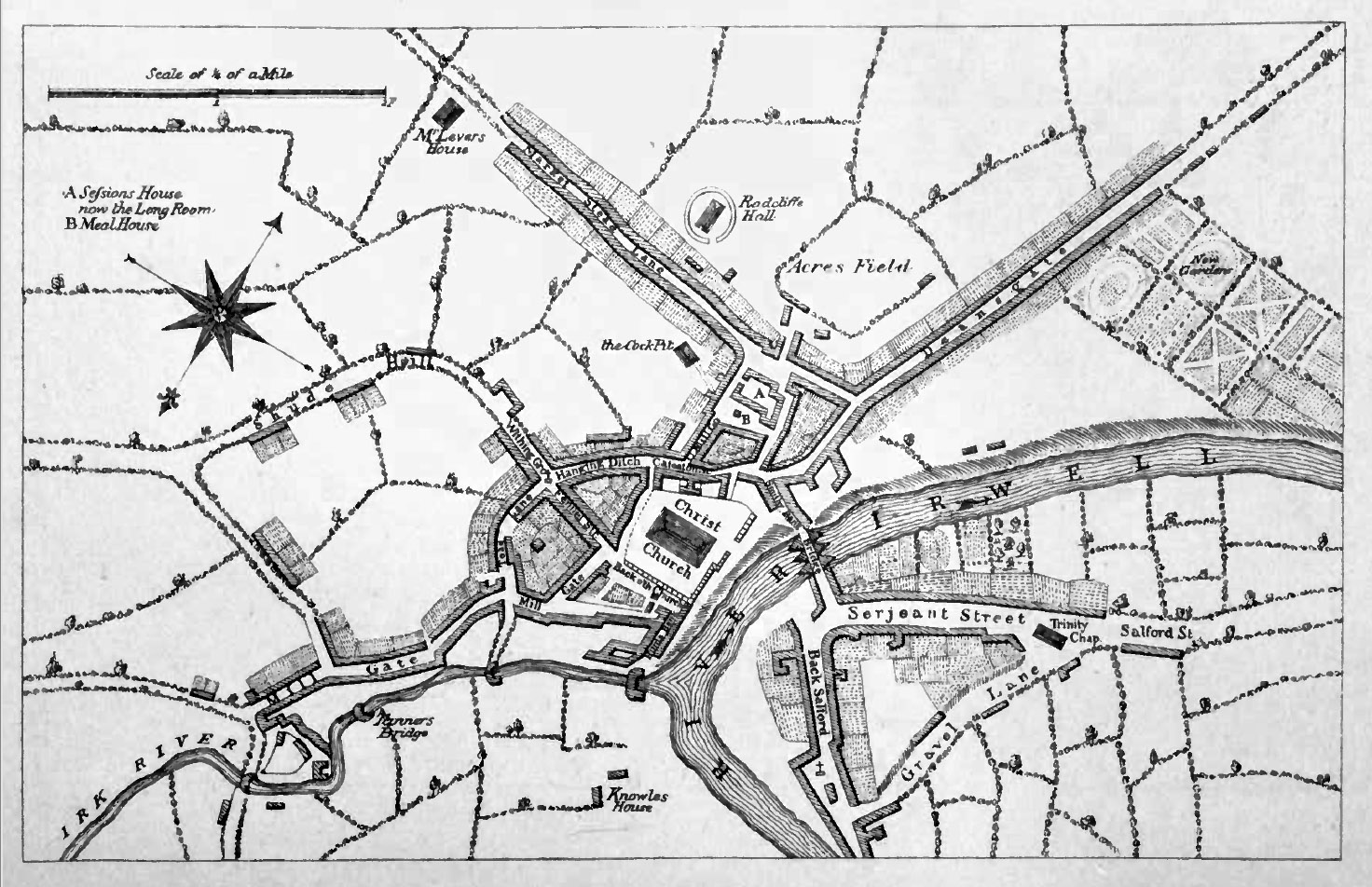
خريطة مدينة مانشستر ج. 1650

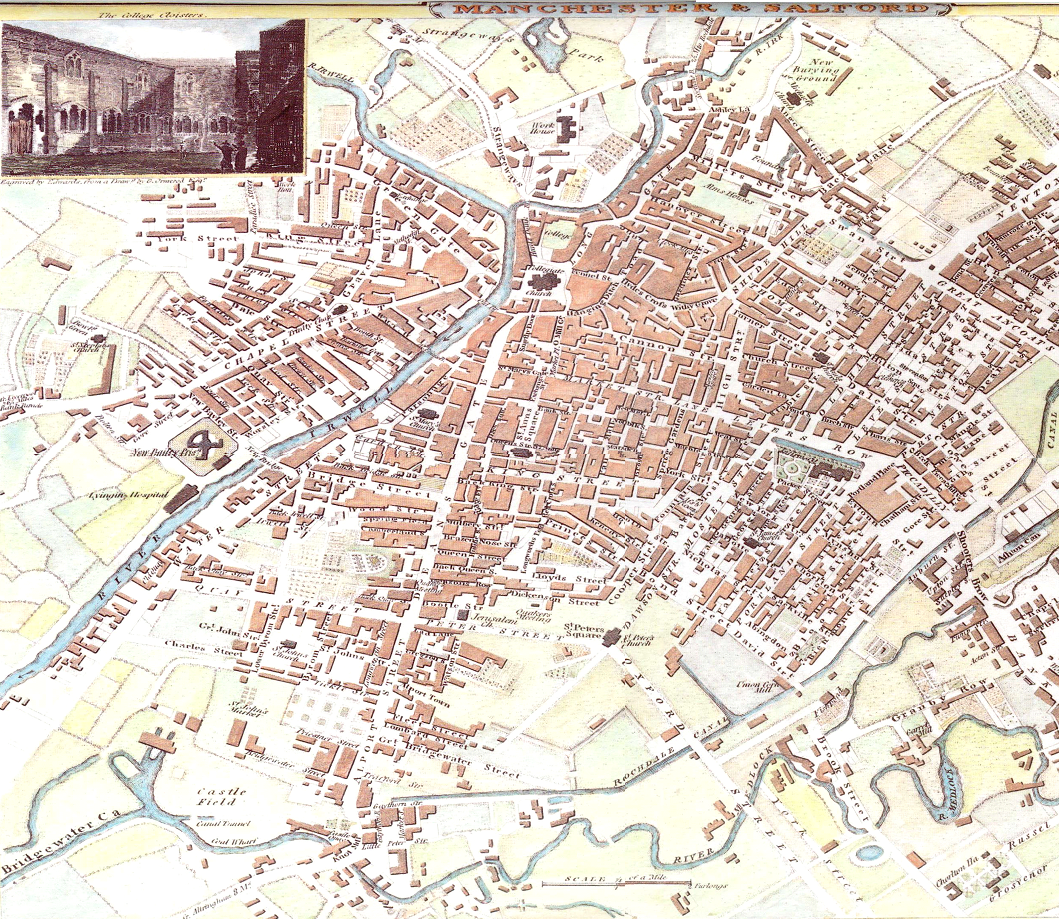
خريطة لمانشستر وسالفورد من عام 1801

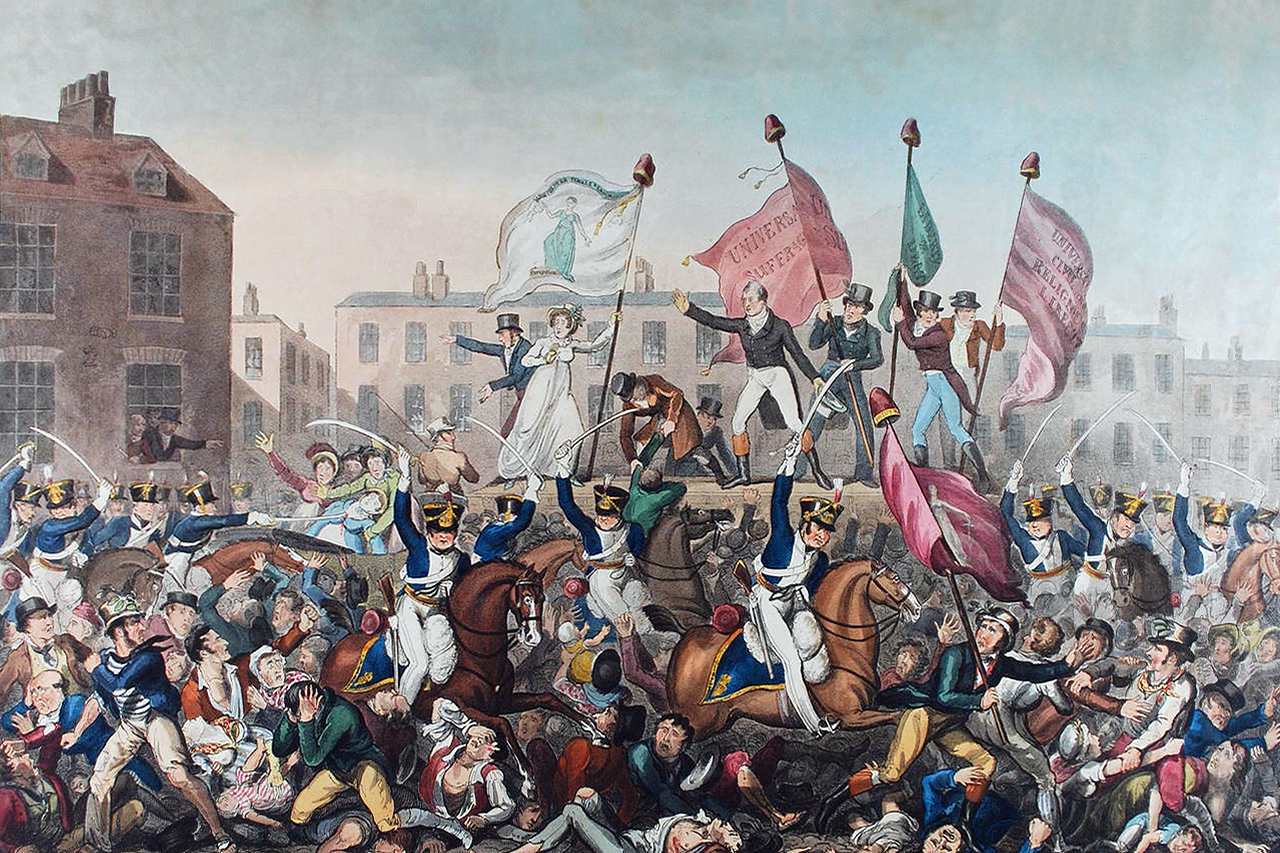
أسفرت مذبحة بيترلو عام 1819 عن مقتل 15 شخصًا وإصابة عدة مئات

كانت بريغانتس قبيلة سلتيك الرئيسية فيما يعرف الآن باسم شمال إنجلترا. كان لديهم معقل في المنطقة ضمن نتوء من الحجر الرملي الذي تقع عليه الآن كاتدرائية مانشستر، مقابل ضفة نهر إيرويل. امتدت أراضيهم عبر الأراضي المنخفضة الخصبة لما يعرف الآن بسالفورد وستراتفورد. بعد الفتح الروماني لبريطانيا في القرن الأول، أمر الجنرال أجريكولا ببناء حصن يسمى ماموكيوم في عام 79 من أجل ضمان حماية المصالح الرومانية في ديفا فيكتريكس (تشيستر) وإيبوراكوم (يورك) من بريجانتس. تمت تسوية وسط مانشستر بشكل دائم منذ هذا الوقت. يمكن رؤية جزء ثابت من أساسات النسخة النهائية للحصن الروماني في كاسل فيلد. ربما انتهى السكن الروماني في مانشستر نحو القرن الثالث. يبدو أن مستوطنتها المدنية قد جرى التخلي عنها بحلول منتصف القرن الثالث، على الرغم من أن القلعة ربما دعمت حامية صغيرة حتى أواخر القرن الثالث أو أوائل القرن الرابع. بعد الانسحاب الروماني والغزو السكسوني، تحول تركيز الاستيطان إلى التقاء نهري إيرويل وإيرك في وقت ما قبل وصول النورمان بعد عام 1066. دمر جزء كبير من المنطقة الأوسع في هارينج الشمال اللاحقة.
في كتاب وينشستر (يوم الحساب) لعام 1086، سجلت مانشستر على أنها ضمن سالفورد واحتُفظ بها من قبل نورمان يُدعى روجر من بويتو، فيما بعد كانت محتجزة من قبل عائلة جريلي، رب القصر والمقيمين في مانشستر القلعة حتى عام 1215 قبل بناء مانور هاوس. بحلول عام 1421، أسس توماس دي لا واري وشيد كنيسة جماعية للرعية، وهي الآن كاتدرائية مانشستر؛ المبنى المحلي لمدرسة شيثام للموسيقى ومكتبة شيتام. تعد المكتبة، التي افتتحت عام 1653 وما زالت مفتوحة للجمهور حتى يومنا هذا، أقدم مكتبة مرجعية عامة مجانية في المملكة المتحدة.
ذكرت مانشستر على أنها تمتلك سوقًا في عام 1282. تقريبًا في القرن الرابع عشر، تلقت مانشستر تدفقًا من النساجين الفلمنكيين، والذين يُنسب إليهم أحيانًا على أنهم أساس صناعة النسيج في المنطقة. أصبحت مانشستر مركزًا مهمًا لتصنيع وتجارة المنسوجات الصوفية والكتان، وتوسعت بحلول عام 1540 تقريبًا لتصبح -على حد تعبير جون ليلاند- «المدينة الأجمل والأفضل بناءًا والأسرع والأكثر اكتظاظًا بالسكان في لانكشاير». الكاتدرائية ومباني شيثام هم الناجون الوحيدون المهمون من ليلاند مانشيستر.
خلال الحرب الأهلية الإنجليزية، فضلت مانشستر بقوة المصلحة البرلمانية. على الرغم من أن كرومويل لم يدم طويلًا، لكنه منحها الحق في انتخاب عضو البرلمان الخاص بها. تشارلز ورسلي، الذي جلس للمدينة لمدة عام واحد فقط، عُين لاحقًا لواء في لانكشاير وتشيشير وستافوردشاير خلال حكم اللواءات. لقد كان متطرفًا تطهيريًا، يخرج الناس من البيوت ويمنع الاحتفال بعيد الميلاد؛ توفي عام 1656.
بدأ استخدام كميات كبيرة من القطن بعد حوالي عام 1600، أولًا في صناعة الكتان، ولكن بحلول عام 1750، أُنتجت الأقمشة القطنية الخالصة وتجاوز القطن أهمية الصوف. أصبحت إيرويل وميرسي صالحة للملاحة بحلول عام 1736، وفتحت طريقًا من مانشستر إلى أرصفة البحر في ميرسي. افتتحت قناة بريدجووتر، أول ممر مائي اصطناعي بالكامل في بريطانيا، في عام 1761، حيث جلبت الفحم من المناجم في ورسلي إلى وسط مانشستر. مددت القناة لاحقًا إلى ميرسي في رونكورن بحلول عام 1776. أدى الجمع بين المنافسة وتحسين الكفاءة إلى خفض تكلفة الفحم إلى النصف وخفض تكلفة نقل القطن الخام إلى النصف. أصبحت مانشستر السوق المهيمن للمنسوجات المنتجة في المدن المجاورة. افتتحت بورصة للسلع عام 1729، والعديد من المستودعات الكبيرة، ساعدت التجارة. في عام 1780، بدأ ريتشارد أركرايت بناء أول مصنع للقطن في مانشستر. في أوائل القرن التاسع عشر، صاغ جون دالتون نظريته الذرية في مانشستر.

### الثورة الصناعية
كانت مانشستر واحدة من مراكز تصنيع المنسوجات خلال الثورة الصناعية. حدثت الغالبية العظمى من غزل القطن في مدن جنوب لانكشاير وشمال شيشاير، وكانت مانشستر لفترة من الوقت المركز الأكثر إنتاجية في معالجة القطن.
أصبحت مانشستر تُعرف بأنها أكبر سوق في العالم للسلع القطنية وأطلق عليها اسم «كوتونوبوليس» و«مدينة المستودعات» خلال العصر الفيكتوري. في أستراليا ونيوزيلندا وجنوب إفريقيا، ما يزال مصطلح «مانشستر» يُستخدم للإشارة إلى بياضات الأسرة: الملاءات وأكياس الوسائد والمناشف، إلخ. أحدثت الثورة الصناعية تغييرًا هائلًا في مانشستر وكانت عاملًا رئيسيًا في زيادة عدد سكان المدينة.

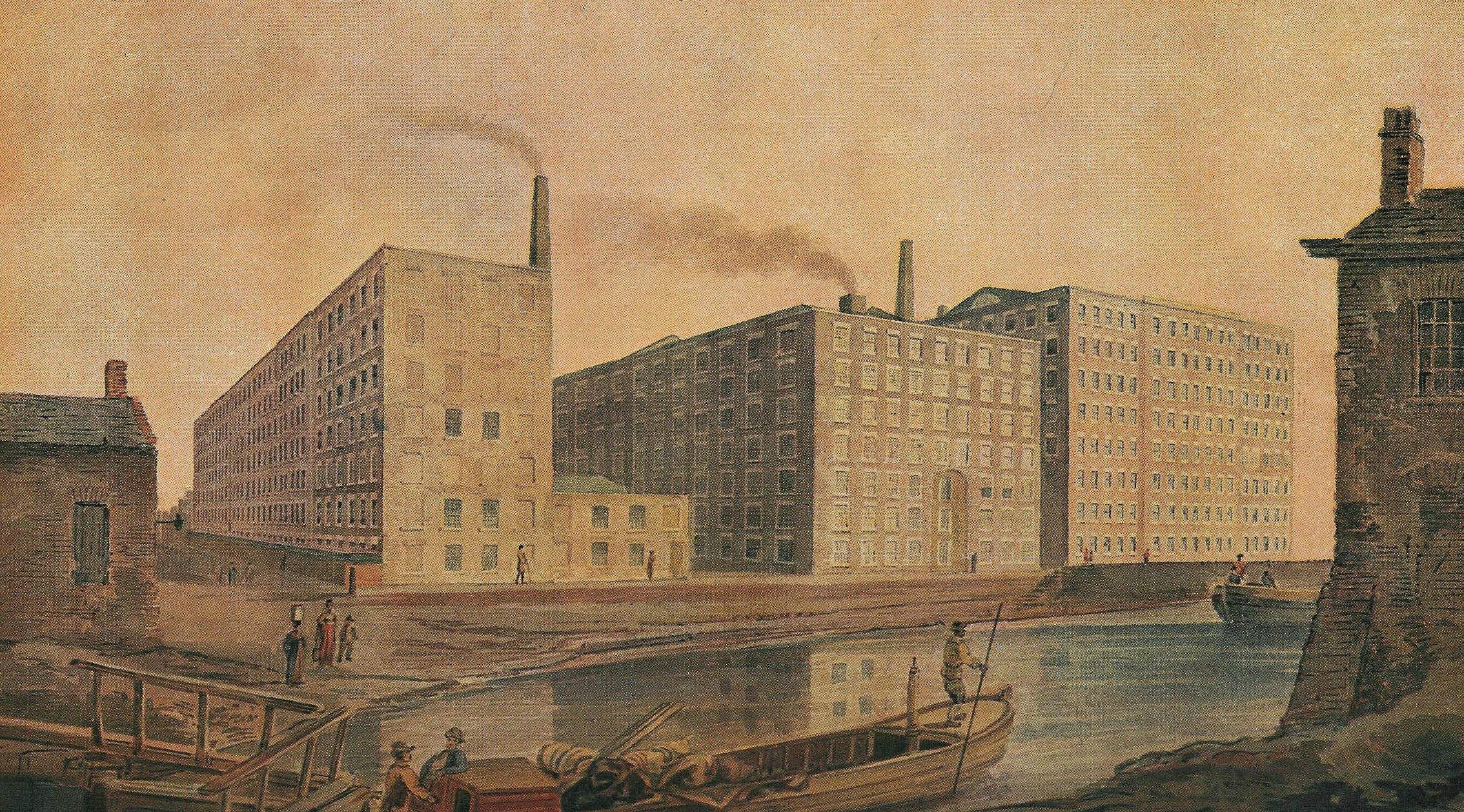
مصانع القطن في آنكوتس حوالي عام 1820

بدأت مانشستر في التوسع «بمعدل مذهل» في مطلع القرن التاسع عشر إذ توافد الناس على المدينة للعمل من اسكتلندا وويلز وأيرلندا ومناطق أخرى في إنجلترا كجزء من عملية التوسع الحضري غير المخطط لها التي أحدثتها الثورة الصناعية. طورت مجموعة واسعة من الصناعات، بحيث أنه بحلول عام 1835 «كانت مانشستر بدون تحدي حقيقي وأكبر مدينة صناعية في العالم». صنعت الشركات الهندسية في البداية آلات لتجارة القطن ، لكنها تنوعت في التصنيع العام. وبالمثل، بدأت الصناعة الكيميائية بإنتاج مواد التبييض والأصباغ، لكنها توسعت في مجالات أخرى. كانت التجارة مدعومة من قبل صناعات الخدمات المالية مثل البنوك والتأمين.
تطلبت التجارة، وإطعام عدد السكان المتنامي، بنية تحتية كبيرة للنقل والتوزيع: وُسع نظام القناة، وأصبحت مانشستر إحدى نهايات أول سكة حديد ركاب بين المدن في العالم - سكة حديد ليفربول ومانشستر. أدت المنافسة بين مختلف أشكال النقل إلى انخفاض التكاليف. في عام 1878، قدم جي بّي أوه (رائد شركة اتصالات بريطانيا) هواتفه الأولى لشركة في مانشستر.
بنيت قناة مانشستر للسفن بين عامي 1888 و1894، في بعض الأقسام عن طريق قناة نهري إيرويل وميرسي، على مسافة 36 ميلًا (58 كم) من سالفورد إلى إيستهام لوكس على ضفاف ميرسي. مكن هذا السفن البحرية من الإبحار مباشرة إلى ميناء مانشستر. على ضفاف القناة، خارج البلدة مباشرة، أُنشئت أول منطقة صناعية في العالم في ترافورد بارك. صدرت كميات كبيرة من الآلات، بما في ذلك مصنع معالجة القطن، حول العالم.
كانت مانشستر مركزًا للرأسمالية، وكانت ذات يوم مسرحًا لأعمال شغب الخبز والعمال، فضلًا عن الدعوات لمزيد من الاعتراف السياسي من قبل الطبقات العاملة وغير المسماة في المدينة. انتهى أحد هذه التجمعات بمذبحة بيترلو في 16 أغسطس 1819. تطورت المدرسة الاقتصادية لرأسمالية مانشستر هناك، وكانت مانشستر مركزًا لاتحاد قانون مكافحة الذرة من عام 1838 فصاعدًا.
تحتل مانشستر مكانة بارزة في تاريخ الماركسية والسياسة اليسارية. كونه موضوع عمل فريدريك إنجلز حالة الطبقة العاملة في إنجلترا عام 1844؛ قضى إنجلز معظم حياته في مانشستر وحولها، وعندما زار كارل ماركس مانشستر، التقيا في مكتبة شيثام. كتب الاقتصاد التي كان ماركس يقرأها في ذلك الوقت يمكن رؤيتها في المكتبة، وكذلك مقعد النافذة حيث كان يلتقي ماركس وإنجلز. عُقد أول مؤتمر لاتحاد العمال في مانشستر (في معهد الميكانيكا، شارع دافيد)، من 2 إلى 6 يونيو 1868. كانت مانشستر مهدًا مهمًا لحزب العمال وحركة حق المرأة في التصويت.
في ذلك الوقت، بدا مكانًا يمكن أن يحدث فيه أي شيء - عمليات صناعية جديدة، وطرقًا جديدة في التفكير (مدرسة مانشستر، تشجيع التجارة الحرة وعدم التدخل)، طبقات أو مجموعات جديدة في المجتمع، طوائف دينية جديدة، وأشكال جديدة من منظمة العمل. اجتذب الأمر الزوار المتعلمين من جميع أنحاء بريطانيا وأوروبا. هناك مقولة تجسد هذا الإحساس بالابتكار حتى اليوم:«ما تفعله مانشستر اليوم، يفعله باقي العالم غدًا». ربما كان العصر الذهبي لمانشستر هو الربع الأخير من القرن التاسع عشر. يعود تاريخ العديد من المباني العامة العظيمة (بما في ذلك مانشستر تاون هول) إلى ذلك الحين. ساهم الجو العالمي للمدينة في خلق ثقافة نابضة بالحياة، بما في ذلك أوركسترا هالي. في عام 1889، عندما أُنشئت مجالس المقاطعات في إنجلترا، أصبحت البلديات منطقة مقاطعة تتمتع بقدر أكبر من الاستقلالية.
على الرغم من أن الثورة الصناعية جلبت الثروة إلى المدينة، لكنها جلبت الفقر والقذارة إلى جزء كبير من السكان. أشار المؤرخ سيمون شاما إلى أن «مانشستر كانت الأفضل والأسوأ في مواجهة التطرف المرعب، نوع جديد من المدن في العالم؛ مداخن الضواحي الصناعية ترحب بكم بأعمدة من الدخان». شاهد زائر أمريكي نُقل إلى البقع السوداء في مانشستر «طبيعة بشرية بائسة، محتال عليها، مضطهدة، محطمة».
بلغ عدد مصانع القطن في مانشستر نفسها ذروته 108 عام 1853. بعد ذلك بدأ العدد في الانخفاض وتجاوز بولتون مانشستر كأكبر مركز لغزل القطن في خمسينيات القرن التاسع عشر وأولدهام في ستينيات القرن التاسع عشر. ومع ذلك، تزامنت فترة التراجع هذه مع ظهور المدينة كمركز مالي للمنطقة. واصلت مانشستر معالجة القطن، وفي عام 1913 جرت معالجة 65٪ من قطن العالم في المنطقة. أوقفت الحرب العالمية الأولى الوصول إلى أسواق التصدير. زادت معالجة القطن في أجزاء أخرى من العالم، غالبًا على الآلات المنتجة في مانشستر. عانت مانشستر بشكل كبير من الكساد الكبير والتغيرات الهيكلية الأساسية التي بدأت تحل محل الصناعات القديمة، بما في ذلك صناعة المنسوجات.

### بليتز (الهجوم الخاطف)
مثل معظم أنحاء المملكة المتحدة، عبئت منطقة مانشستر على نطاق واسع خلال الحرب العالمية الثانية. على سبيل المثال، حولت خبرات الصب والتشغيل الآلي في أعمال قاطرة باير وبيكوك وكومباني فيي غورتون إلى صناعة القنابل؛ أعمال دنلوب القابضة في بالونات قناطرشورلتون وميدلوك؛ وخارج المدينة في ترافورد بارك، صنع المهندسون متروبوليتان فيكرز قاذفات أفرو مانشيستر وأفرو لانكستر وصنعت فورد محركات رولز رويس ميرلين لتشغيلها. وهكذا كانت مانشستر هدفًا للقصف بواسطة لوفتفافه، وبحلول أواخر عام 1940 كانت الغارات الجوية تحدث ضد أهداف غير عسكرية. حدث أكبر حدث خلال «بليتز عيد الميلاد» في ليالي 22/23 و24 ديسمبر 1940، عندما أُسقط ما يقدر بـ 474 طنًا من المتفجرات شديدة الانفجار بالإضافة إلى أكثر من 37000 قنبلة حارقة. دمر جزء كبير من وسط المدينة التاريخي، بما في ذلك 165 مستودعًا و200 مبنى تجاري و150 مكتبًا. قتل 376 وتضرر 30.000 منزل. كانت كاتدرائية مانشستر ورويال إكستشينج وفري-تريد-هول من بين المباني التي تعرضت لأضرار جسيمة؛ استغرق ترميم الكاتدرائية 20 عامًا.

### ما بعد الحرب العالمية الثانية

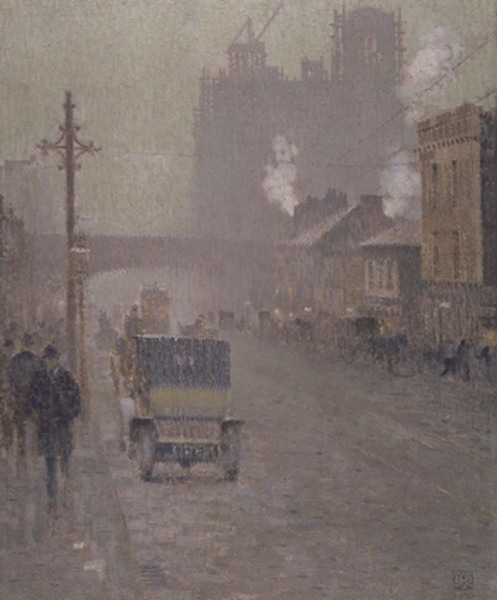
وحة زيتية لطريق أكسفورد، مانشستر عام 1910 بواسطة فاليت

استمرت معالجة القطن وتداوله في الانخفاض في وقت السلم، وأغلقت البورصة في عام 1968. بحلول عام 1963، كان ميناء مانشستر ثالث أكبر ميناء في المملكة المتحدة، ويعمل به أكثر من 3000 رجل، لكن القناة لم تكن قادرة على التعامل مع سفن الحاويات الكبيرة بشكل متزايد. انخفضت حركة المرور، وأغلق الميناء عام 1982. عانت الصناعة الثقيلة من الانكماش منذ الستينيات وانخفضت إلى حد كبير في ظل السياسات الاقتصادية التي تبعتها حكومة مارغريت تاتشر بعد عام 1979. فقدت مانشستر 150 ألف وظيفة في التصنيع بين عامي 1961 و1983.
بدأ التجديد في أواخر الثمانينيات من القرن الماضي، بمبادرات مثل بريدجووتر كونسيرت هول وميترولينك ومانشستر أرينا و(في سالفورد) إعادة تسمية الميناء باسم سالفورد كوايز. كان استضافة الألعاب الأولمبية جزءًا من عملية كبيرة من أجل تحسين الصورة الدولية للمدينة.
تمتلك مانشستر تاريخًا من الهجمات المنسوبة إلى الجمهوريين الأيرلنديين، بما في ذلك شهداء مانشستر عام 1867، وإحراق عام 1920، وسلسلة من التفجيرات في عام 1939، وقنبلتين في عام 1992. في يوم السبت 15 يونيو 1996، نفذ الجيش الجمهوري الأيرلندي المؤقت (إيرا) تفجير مانشستر عام 1996، تفجير قنبلة كبيرة بجوار متجر في وسط المدينة. أكبر انفجار حدث على الأراضي البريطانية، أصابت القنبلة أكثر من 200 شخص، وألحقت أضرارًا جسيمة بالمباني المجاورة، وحطمت النوافذ على بعد 1⁄2 ميل (800 متر). قدرت تكلفة الضرر الفوري مبدئيًا بـ 50 مليون جنيه إسترليني، ولكن سرعان ما عدل ذلك بالزيادة. كان مبلغ التأمين النهائي أكثر من 400 مليون جنيه إسترليني؛ لم تتعاف العديد من الشركات المتضررة من خسارة التجارة.

### منذ عام 2000
بدافع من الاستثمار بعد قنبلة عام 1996 وبمساعدة دورة ألعاب الكومنولث السابعة عشرة، خضع وسط المدينة لعملية تجديد واسعة النطاق. أصبحت المجمعات الجديدة والمجددة مثل ذا برينتوركس وكورن إكستشينج مناطق شهيرة للتسوق وتناول الطعام والترفيه. يعد مانشستر أرندال أكبر مركز تسوق في وسط المدينة في المملكة المتحدة.
هدمت أجزاء كبيرة من المدينة من الستينيات أو أُعيد تطويرها أو تحديثها باستخدام الزجاج والصلب. حولت المطاحن القديمة إلى شقق. خضع هولم لعملية تجديد واسعة النطاق، إذ طورت شقق دور علوي بملايين الجنيهات. كان برج بيثام المكون من 47 طابقًا، والذي يبلغ ارتفاعه 554 قدمًا (169 مترًا)، أطول مبنى في المملكة المتحدة خارج لندن وأعلى أماكن إقامة سكنية في أوروبا عند اكتماله في عام 2006. وقد تم تجاوزه في عام 2018 ببرج جنوبي يبلغ ارتفاعه 659 قدمًا (201 مترًا). مشروع مربع دينسغيت، أيضًا في مانشستر. في يناير 2007، رخصت اللجنة الاستشارية المستقلة للكازينو مانشستر لبناء الكازينو السوبر الوحيد في المملكة المتحدة، ولكن جرى التخلي عن الخطط في فبراير 2008.
في 22 مايو 2017، نفذ إرهابي إسلامي تفجيرًا في حفل أريانا غراندي في مانشستر أرينا. قتلت القنبلة 23 شخصًا، بمن فيهم المهاجم، وجرحت أكثر من 800. كان هذا الهجوم الإرهابي الأكثر دموية والأول كتفجير انتحاري في بريطانيا منذ تفجيرات لندن في 7 يوليو 2005. تسببت في إدانة عالمية وغيرت مستوى التهديد في المملكة المتحدة إلى «حرج» لأول مرة منذ عام 2007.
منذ مطلع القرن الحادي والعشرين تقريبًا، اعتُبرت مانشستر واحدة من المرشحين للحصول على اللقب غير الرسمي للمدينة الثانية في المملكة المتحدة إلى جانب برمنغهام من قبل أقسام الصحافة الدولية، الجمهور البريطاني، ووزراء الحكومة. يتنافس كل من مانشستر وبرمنغهام تقليديًا كمرشحين لهذا اللقب غير الرسمي.

## الحكومة

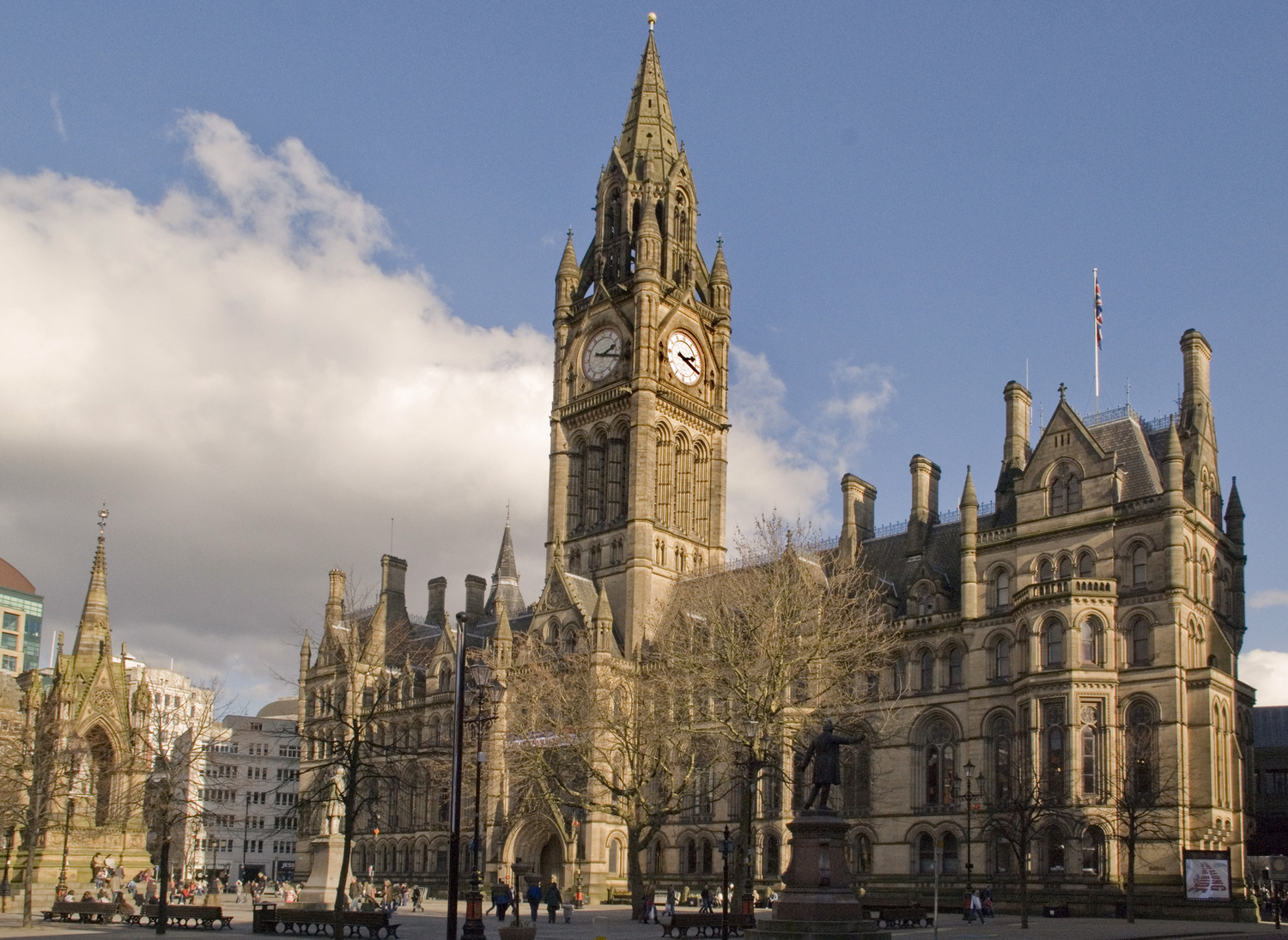
مانشستر تاون هول في ميدان ألبرت، مقر الحكومة المحلية، هو مثال على العمارة القوطية في العصر الفيكتوري.

تتبع مدينة مانشستر لمجلس مدينة مانشستر. السلطة الكبرى في مانشستر مشتركة، مع رئيس بلدية منتخب بشكل مباشر، لديها مسؤوليات عن الاستراتيجية الاقتصادية والنقل -من بين مجالات أخرى- على نطاق مانشستر الكبرى. كانت مانشستر عضوًا في مجموعة المدن الأساسية الإنجليزية منذ إنشائها في عام 1995.
مُنحت مدينة مانشستر ميثاقًا من قبل توماس جريلي في عام 1301، لكنها فقدت مكانتها الإدارية في قضية محكمة عام 1359. حتى القرن التاسع عشر، كانت الحكومة المحلية إلى حد كبير في أيدي محاكم العزبة، والتي حلت في عام 1846.
منذ وقت مبكر جدًا، كانت بلدة مانشستر تقع داخل حدود مقاطعة لانكشاير التاريخية أو الاحتفالية. كتب بيفسنر «أن [المجاور] ستراتفورد وسالفورد مع مانشستر كأكثر الحالات الشاذة فضولًا في إنجلترا». يقال إن ضربة قلم لبارون فصل بين مانشستر وسالفورد، على الرغم من أن سالفورد لم تكن منفصلة عن مانشستر، لكن مانشستر، مع خط اللوردات الأكثر تواضعًا، هي التي انفصلت عن سالفورد. كان هذا الانفصال هو الذي أدى إلى أن أصبحت سالفورد المقر القضائي لسالفوردشاير، والذي شمل أبرشية مانشستر القديمة. شكلت مانشستر فيما بعد اتحاد القانون الفقير الخاص بها باستخدام اسم «مانشستر». في عام 1792، أنشئ المفوضون - المعروفون باسم «مفوضي الشرطة» - لتحسين المجتمع في مانشستر. استعادت مانشستر مكانتها في البلدة في عام 1838، وتضمنت بلدات بيسويك وشيثام هيل وتشورلتون أبون ميدلوك وهولمي. بحلول عام 1846، مع زيادة عدد السكان وزيادة التصنيع، استولى مجلس المنطقة على سلطات «مفوضي الشرطة». في عام 1853، مُنحت مانشستر «وضع المدينة» في المملكة المتحدة.
في عام 1885، أصبحت برادفورد وهاربورهي ورشولمي وأجزاء من بلدات موس سايد ويثينجتون جزءًا من مدينة مانشستر. في عام 1889، أصبحت المدينة منطقة مقاطعة مثلما فعلت العديد من مدن لانكشاير الأكبر، وبالتالي لم يحكمها مجلس مقاطعة لانكشاير. بين عامي 1890 و1933، أُضيفت المزيد من المناطق إلى المدينة التي كان يديرها مجلس مقاطعة لانكشاير، بما في ذلك القرى السابقة مثل بورناغ وشورلتون-كوم-هاردي وفولوفيلد وديدسبوري وويثينغتون وليفينشولم. في عام 1931، جرت إضافة رعايا شيشاير المدنية في باجولي ونورثندين ونورثن إيتشل من جنوب نهر ميرسي. في عام 1974 -عن طريق قانون الحكومة المحلية لعام 1972- أصبحت مدينة مانشستر منطقة حضرية تابعة لمقاطعة العاصمة مانشستر الكبرى. في ذلك العام، أضيفت رينغواي -القرية التي يقع فيها مطار مانشستر- إلى المدينة.
في نوفمبر 2014، أُعلن أن مانشستر الكبرى سوف تتلقى عمدة جديدًا منتخبًا بشكل مباشر. سيكون لرئيس البلدية سيطرة مالية على الصحة والنقل والإسكان والشرطة في المنطقة. انتخب آندي بورنهام كأول عمدة لمانشستر الكبرى في عام 2017.
في عام 2018، عين آندي بورنهام ساشا لورد كأول مستشار اقتصادي ليلي لمانشستر الكبرى، على خطى إيمي لامي، التي عينها عمدة لندن صادق خان في عام 2016 ليكون أول قيصر ليلي في لندن.

## الجغرافيا
| مخطط المناخ مانشستر | مخطط المناخ مانشستر | مخطط المناخ مانشستر | مخطط المناخ مانشستر | مخطط المناخ مانشستر | مخطط المناخ مانشستر | مخطط المناخ مانشستر | مخطط المناخ مانشستر | مخطط المناخ مانشستر | مخطط المناخ مانشستر | مخطط المناخ مانشستر | مخطط المناخ مانشستر |
| --- | ------------------- | ------------------- | ------------------- | ------------------- | ------------------- | ------------------- | ------------------- | ------------------- | ------------------- | ------------------- | ------------------- |
| 01 | 02                  | 03                  | 04                  | 05                  | 06                  | 07                  | 08                  | 09                  | 10                  | 11                  | 12                  |
| 72 7 2 | 51 8 2              | 61 10 3             | 54 13 5             | 57 16 8             | 66 19 11            | 64 21 13            | 77 20 12            | 72 18 10            | 93 14 7             | 82 10 4             | 81 7 2              |
| متوسط درجة-الحرارة °س مجاميع الهطل مم |                     |                     |                     |                     |                     |                     |                     |                     |                     |                     |                     |
| بالوحدات الإنكليزية \| 01 \| 02 \| 03 \| 04 \| 05 \| 06 \| 07 \| 08 \| 09 \| 10 \| 11 \| 12 \| \| 2.8 45 36 \| 2 46 36 \| 2.4 50 37 \| 2.1 55 41 \| 2.2 61 46 \| 2.6 66 52 \| 2.5 70 55 \| 3 68 54 \| 2.8 64 50 \| 3.7 57 45 \| 3.2 50 39 \| 3.2 45 36 \| \| متوسط درجة-الحرارة °ف مجاميع الهطول ″ \| \| \| \| \| \| \| \| \| \| \| \| |                     |                     |                     |                     |                     |                     |                     |                     |                     |                     |                     |
| 01 | 02                  | 03                  | 04                  | 05                  | 06                  | 07                  | 08                  | 09                  | 10                  | 11                  | 12                  |
| 2.8 45 36 | 2 46 36             | 2.4 50 37           | 2.1 55 41           | 2.2 61 46           | 2.6 66 52           | 2.5 70 55           | 3 68 54             | 2.8 64 50           | 3.7 57 45           | 3.2 50 39           | 3.2 45 36           |
| متوسط درجة-الحرارة °ف مجاميع الهطول ″ |                     |                     |                     |                     |                     |                     |                     |                     |                     |                     |                     |

عند 53 درجة 28′0  شمالاً ودرجتين 14′0 غربًا، 160 ميلًا (260 كم) شمال غرب لندن، تقع مانشستر في منطقة أرض على شكل وعاء يحدها من الشمال والشرق سلسلة جبال بينينس، وهي سلسلة من المرتفعات تمتد بطول شمال إنجلترا، ومن الجنوب سهل شيشاير. تقع مانشستر على بعد 35.0 ميلًا (56.3 كم) شمال شرق ليفربول و35.0 ميلًا (56.3 كم) شمال غرب شيفيلد، ما يجعل المدينة في منتصف الطريق بين الاثنين. يقع وسط المدينة على الضفة الشرقية لنهر إيرويل، بالقرب من التقاء نهري ميدلوك وإيرك، وهو منخفض نسبيًا، إذ يتراوح ارتفاعه بين 35 إلى 42 مترًا (115 إلى 138 قدمًا) فوق مستوى سطح البحر. يتدفق نهر ميرسي عبر جنوب مانشستر. جزء كبير من وسط المدينة، وخاصة في الجنوب، مسطح، ويوفر إطلالات واسعة من العديد من المباني الشاهقة في مدينة سفوح التلال والأراضي في بينينز، والتي غالبًا ما تكون مغطاة بالثلوج في أشهر الشتاء. كانت الخصائص الجغرافية لمانشستر ذات تأثير كبير في تطورها المبكر كأول مدينة صناعية في العالم. هذه السمات هي مناخها، وقربها من ميناء بحري في ليفربول، وتوافر الطاقة المائية من أنهارها، ومخزون الفحم المجاور لها.

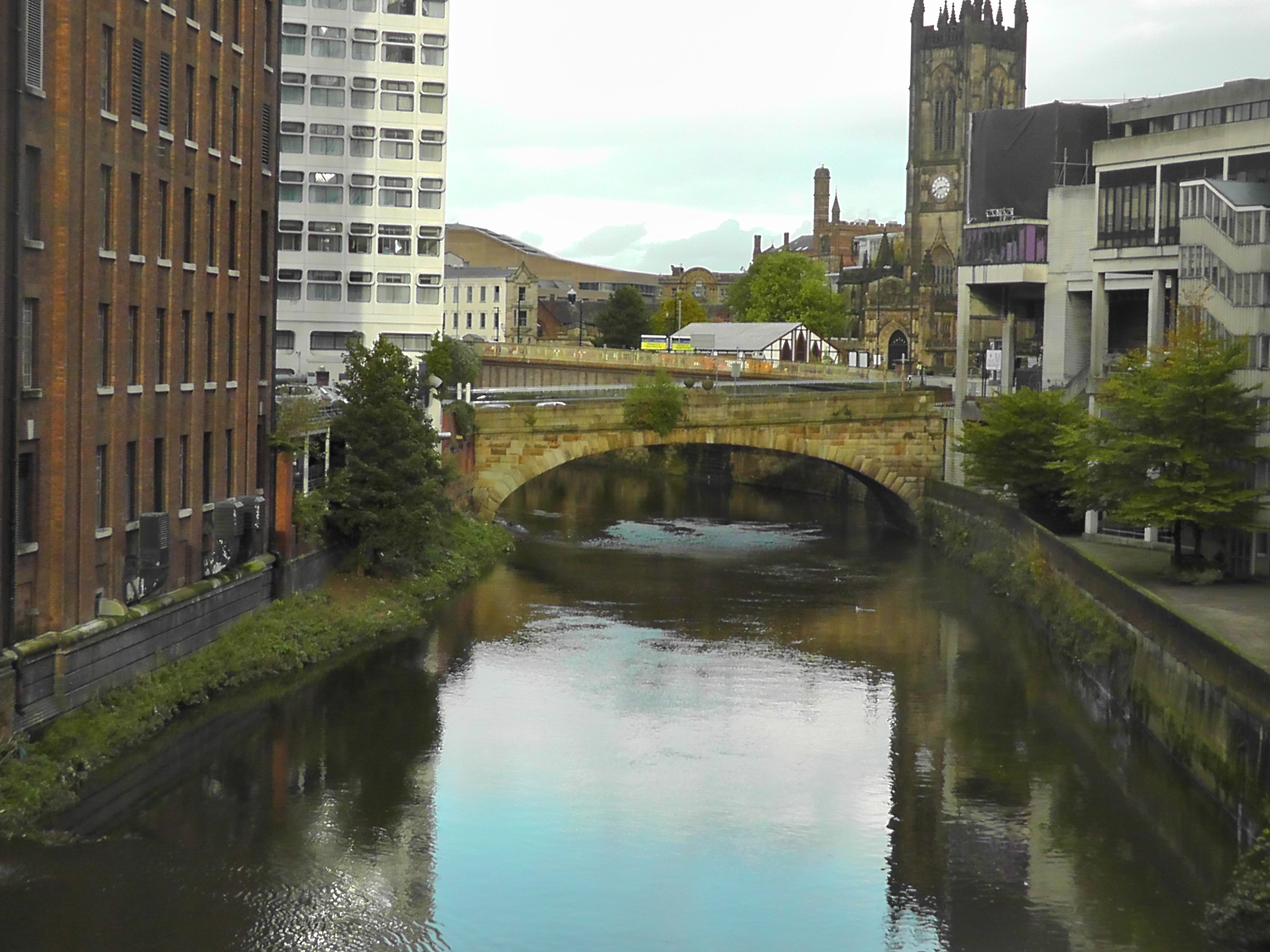
نهر إيرويل من جسر بلاكفرير

اسم مانشستر، على الرغم من أنه قد طبق رسميًا فقط على المنطقة الحضرية داخل مانشستر الكبرى، فقد طبق على تقسيمات أخرى أوسع من الأرض، لا سيما عبر الكثير من مقاطعة مانشستر الكبرى والمنطقة الحضرية. ومن الأمثلة على ذلك «منطقة مانشستر سيتي» و«مانشستر بوست تاون».
لأغراض مكتب الإحصاء الوطني، تشكل مانشستر أكثر المستوطنات اكتظاظًا بالسكان في منطقة مانشستر الكبرى الحضرية، وهي ثالث أكبر تجمع حضري في المملكة المتحدة. هناك مزيج من المواقع الحضرية والضواحي عالية الكثافة. أكبر مساحة مفتوحة في المدينة، نحو 260 هكتارًا (642 فدانًا)، هي هيتون بارك. مانشستر متجاورة من جميع الجوانب مع العديد من المستوطنات الكبيرة، باستثناء جزء صغير على طول حدودها الجنوبية مع شيشاير. يمر الطريقان السريعين إم56، وإم 60 عبر نورثيندن وويثينشاوعلى التوالي في جنوب مانشستر. تدخل خطوط السكك الحديدية الثقيلة المدينة من جميع الاتجاهات، والوجهة الرئيسية هي محطة مانشستر بيكاديللي.

### المناخ
تتمتع مانشستر بمناخ محيطي معتدل (كوبن: سي إف بي)، مثل الكثير من الجزر البريطانية، مع صيف دافئ وشتاء بارد. تتجاوز درجات الحرارة في الصيف خلال النهار بانتظام 20 درجة مئوية، وغالبًا ما تصل إلى 25 درجة مئوية في الأيام المشمسة خلال شهري يوليو وأغسطس على وجه الخصوص. في السنوات الأخيرة، وصلت درجات الحرارة أحيانًا إلى أكثر من 30 درجة مئوية. هناك هطول منتظم ولكنه خفيف بشكل عام على مدار العام. يبلغ متوسط هطول الأمطار السنوي في المدينة 806.6 ملم (31.76 بوصة) مقارنة بمتوسط المملكة المتحدة البالغ 1125.0 ملم (44.29 بوصة)، ويبلغ متوسط أيام المطر 140.4 سنويًا، مقارنة بمتوسط المملكة المتحدة البالغ 154.4. تتمتع مانشستر بمستوى رطوبة مرتفع نسبيًا، وكان هذا، إلى جانب المياه العذبة الوفيرة، أحد العوامل التي أدت إلى تقدم صناعة النسيج في المنطقة. تساقط الثلوج ليس شائعًا في المدينة بسبب تأثير الاحتباس الحراري، لكن غرب بينين مورز إلى الشمال الغربي، وجنوب بينينز إلى الشمال الشرقي ومنطقة بيك في الشرق تتلقى المزيد من الثلوج، والتي يمكن أن تغلق الطرق المؤدية إلى خارج المدينة وهي تشمل الطريق السريع A62 عبر أولدهام وستانديدج، وA57، وسنيك باس، باتجاه شيفيلد، وقسم بينيني من الطريق M62. كانت أدنى درجة حرارة سجلت على الإطلاق في مانشستر -17.6 درجة مئوية (0.3 درجة فهرنهايت) في 7 يناير 2010.
| البيانات المناخية لـمانشستر                                                                       | البيانات المناخية لـمانشستر | البيانات المناخية لـمانشستر | البيانات المناخية لـمانشستر | البيانات المناخية لـمانشستر | البيانات المناخية لـمانشستر | البيانات المناخية لـمانشستر | البيانات المناخية لـمانشستر | البيانات المناخية لـمانشستر | البيانات المناخية لـمانشستر | البيانات المناخية لـمانشستر | البيانات المناخية لـمانشستر | البيانات المناخية لـمانشستر | البيانات المناخية لـمانشستر |
| الشهر                                                                                             | يناير                       | فبراير                      | مارس                        | أبريل                       | مايو                        | يونيو                       | يوليو                       | أغسطس                       | سبتمبر                      | أكتوبر                      | نوفمبر                      | ديسمبر                      | المعدل السنوي               |
| ------------------------------------------------------------------------------------------------- | --------------------------- | --------------------------- | --------------------------- | --------------------------- | --------------------------- | --------------------------- | --------------------------- | --------------------------- | --------------------------- | --------------------------- | --------------------------- | --------------------------- | --------------------------- |
| متوسط درجة الحرارة الكبرى °م (°ف)                                                                 | 6.4 (43.5)                  | 6.6 (43.9)                  | 8.9 (48.0)                  | 11.6 (52.9)                 | 15.3 (59.5)                 | 18.2 (64.8)                 | 19.6 (67.3)                 | 19.5 (67.1)                 | 17.0 (62.6)                 | 13.7 (56.7)                 | 9.1 (48.4)                  | 7.1 (44.8)                  | 12.7 (55.0)                 |
| متوسط درجة الحرارة الصغرى °م (°ف)                                                                 | 1.3 (34.3)                  | 1.2 (34.2)                  | 2.5 (36.5)                  | 4.3 (39.7)                  | 7.3 (45.1)                  | 10.2 (50.4)                 | 12.0 (53.6)                 | 11.9 (53.4)                 | 10.0 (50.0)                 | 7.5 (45.5)                  | 3.6 (38.5)                  | 2.0 (35.6)                  | 6.1 (43.1)                  |
| معدل هطول الأمطار مم (إنش)                                                                        | 69 (2.7)                    | 50 (2.0)                    | 61 (2.4)                    | 51 (2.0)                    | 61 (2.4)                    | 67 (2.6)                    | 65 (2.6)                    | 79 (3.1)                    | 74 (2.9)                    | 77 (3.0)                    | 78 (3.1)                    | 78 (3.1)                    | 810 (31.9)                  |
| متوسط الأيام الممطرة                                                                              | 18.2                        | 13.1                        | 15.6                        | 14.4                        | 15.1                        | 14.4                        | 13.6                        | 15.0                        | 15.0                        | 16.5                        | 17.0                        | 17.4                        | 185.3                       |
| المصدر: Worldweather.org اخذت بين عامي 1971 و 2000 في محطة للأرصاد الجوية موجودة ب مطار مانشيستر. |                             |                             |                             |                             |                             |                             |                             |                             |                             |                             |                             |                             |                             |

### الحزام الأخضر
تقع مانشستر في وسط منطقة الحزام الأخضر الممتدة إلى المقاطعات المحيطة الأوسع. هذا يقلل من الزحف العمراني، ويمنع المدن في التجمع الحضري من مزيد من التقارب، ويحمي هوية المجتمعات النائية، ويحافظ على الريف المجاور. يحقق ذلك من خلال تقييد التطوير غير الملائم داخل المناطق المخصصة وفرض شروط أكثر صرامة على البناء المسموح به.
نظرًا لكونها حضرية بالفعل، تحتوي المدينة على أجزاء محدودة من منطقة الحزام الأخضر المحمية داخل الحقول الخضراء في جميع أنحاء البلدة، مع الحد الأدنى من فرص التطوير، في كلايتون فالي وهيتون بارك وشورلتون ووتر بارك جنبًا إلى جنب مع شورلتون آيس & إيفي غرين محمية طبيعية والسهول الفيضية المحيطة بنهر ميرسي، وكذلك المنطقة الجنوبية حول مطار مانشستر. وضع الحزام الأخضر لأول مرة في عام 1961.

## التركيبة السكانية
التركيبة العرقية حسب تعداد 2011
المعتقدات الدينية حسب تعداد 2011
تاريخيًا، بدأ عدد سكان مانشستر في الزيادة بسرعة خلال العصر الفيكتوري، ,قُدّر بـ 354,930 لمانشستر و110,833 لسالفورد في عام 1865، وبلغ ذروته عند 766,311 في عام 1931. ومنذ ذلك الحين بدأ عدد السكان في الانخفاض بسرعة، بسبب إزالة الأحياء الفقيرة و زيادة بناء المساكن الاجتماعية من قبل مجلس مدينة مانشستر بعد الحرب العالمية الثانية مثل هاترسلي ولانجلي.
كان تقدير منتصف العام لعام 2012 لسكان مانشستر 510,700. قدرت هذه الزيادة بـ 7900، أو 1.6%، منذ تقديرات عام 2011. منذ عام 2001، نما عدد السكان بمقدار 87900، أو 20.8%، ما جعل مانشستر ثالث أسرع المناطق نموًا في تعداد 2011. شهدت المدينة أكبر نسبة نمو سكاني خارج لندن، مع زيادة بنسبة 19% إلى أكثر من 500000. من المتوقع وصول عدد سكان مانشستر إلى 532.200 بحلول عام 2021، بزيادة قدرها 5.8% عن عام 2011. وهذا يمثل معدل نمو أبطأ من العقد السابق.
كان عدد سكان منطقة مانشستر الكبرى المبنية في عام 2011 يبلغ 2,553,400 نسمة. في عام 2012، كان ما يقدر بنحو 2,702,200 شخص يعيشون في مانشستر الكبرى. قدر وجود 6,547,000 شخص في عام 2012 على بعد 30 ميلًا (50 كم) من مانشستر و11,694,000 في نطاق 50 ميلًا (80 كم).
بين بداية يوليو 2011 ونهاية يونيو 2012 (تاريخ تقدير منتصف العام)، تجاوزت المواليد الوفيات بمقدار 4800. الهجرة (الداخلية والدولية) والتغييرات الأخرى شكلت زيادة صافية قدرها 3100 شخص بين يوليو 2011 ويونيو 2012. مقارنة بمانشستر الكبرى ومع إنجلترا، يوجد في مانشستر سكان أصغر سنًا، مع مجموعة عمرية كبيرة بشكل خاص تتراوح من 20 إلى 35 عامًا.
كان هناك 76,095 طالبًا جامعيًا وطالب دراسات عليا في جامعة مانشستر متروبوليتان وجامعة مانشستر والكلية الشمالية الملكية للموسيقى في العام الدراسي 2011/2012.
منذ تعداد عام 2001، انخفضت نسبة المسيحيين في مانشستر بنسبة 22% من 62.4% إلى 48.7%. وارتفعت نسبة من ليس لديهم انتماء ديني بنسبة 58.1% من 16% إلى 25.3%، في حين ارتفعت نسبة المسلمين بنسبة 73.6% من 9.1% إلى 15.8%. حجم السكان اليهود في مانشستر الكبرى هو الأكبر في بريطانيا خارج لندن.
من بين جميع الأسر المعيشية في مانشستر، كان 0.23% من الأسر المعيشية ذات الشراكة المدنية من نفس الجنس، مقارنة بمتوسط وطني إنجليزي يبلغ 0.16% في عام 2011.
من حيث التكوين العرقي، فإن مدينة مانشستر لديها أعلى نسبة غير بيضاء في أي منطقة في مانشستر الكبرى. أظهرت إحصاءات تعداد عام 2011 أن 66.7% من السكان كانوا من البيض (59.3% بريطانيون بيض، 2.4% أيرلنديون بيض، 0.1% غجر أو مسافرون أيرلنديون، 4.9% بيض آخرون - بسبب حجم الاختلاط الأوروبي والبريطاني، فإن المجموعات العرقية غير واضحة، ويقال إن هناك أكثر من 25000 شخص في مانشستر الكبرى من أصل إيطالي جزئي على الأقل، وهو ما يمثل 5.5% من سكان مانشستر الكبرى. 4.7% من العرق المختلط (1.8% بيض وسمر كاريبيين، 0.9% بيض وسود أفريقيين، 1.0% بيض وآسيويون، 1.0% مختلط آخر، 17.1% آسيويون (2.3% هنود، 8.5% باكستانيون، 1.3% بنغلادشيون، 2.7% صينيون، 2.3% آسيويون آخرون)، 8.6% سود (5.1% أفارقة، 1.6% سود)، 1.9% عرب و1.2% من تراث عرقي آخر.
تعرّف كيد موس سايد، ولونجسايت، وشيثام هيل، وروشولمي، كمراكز سكانية للأقليات العرقية. يعد مهرجان مانشستر الأيرلندي -بما في ذلك موكب يوم القديس باتريك- واحد من أكبر المهرجانات في أوروبا. يوجد أيضًا حي صيني راسخ في المدينة يضم عددًا كبيرًا من المطاعم الشرقية ومحلات السوبر ماركت الصينية. تجذب المنطقة أيضًا أعدادًا كبيرة من الطلاب الصينيين إلى المدينة، والذين يساهمون في حضورهم الجامعات المحلية في جعل مانشستر ثالث أكبر عدد من الصينيين في أوروبا.
المنطقة الحضرية الأكبر في مانشستر -وهي مقياس يوروستات لمنطقة المدينة الوظيفية التي تقترب من مناطق الحكومة المحلية- بلغ عدد سكانها 2539100 نسمة في عام 2004. بالإضافة إلى مانشستر نفسها، تشمل لوز ما تبقى من مقاطعة مانشستر الكبرى. تعد مانشستر لوز ثاني أكبر منطقة داخل المملكة المتحدة بعد لندن.

## الاقتصاد
| السنة | القيمة الكلية المضافة (مليون استرليني) | النمو (%) |
| ----- | -------------------------------------- | --------- |
| 2002  | 24,011                                 | ▲03.8%    |
| 2003  | 25,063                                 | ▲04.4%    |
| 2004  | 27,862                                 | ▲011.2%   |
| 2005  | 28,579                                 | ▲02.6%    |
| 2006  | 30,384                                 | ▲06.3%    |
| 2007  | 32,011                                 | ▲05.4%    |
| 2008  | 32,081                                 | ▲00.2%    |
| 2009  | 33,186                                 | ▲03.4%    |
| 2010  | 33,751                                 | ▲01.7%    |
| 2011  | 33,468                                 | ▼00.8%    |
| 2012  | 34,755                                 | ▲03.8%    |
| 2013  | 37,560                                 | ▲09.6%    |

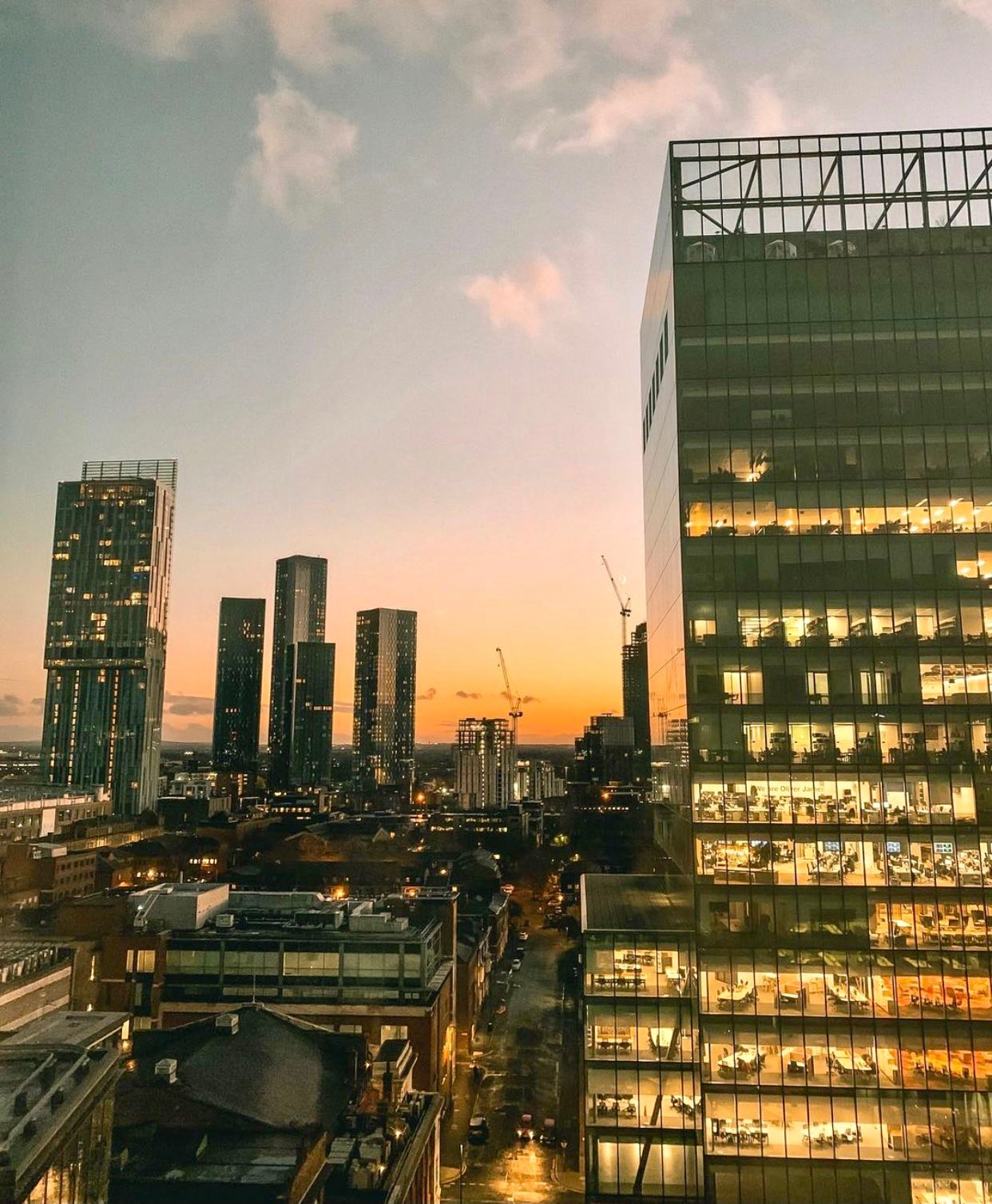
منظر باتجاه منطقة كاسلفيلد في مانشستر مع برج بيثام على اليسار، وميدان دينستيج في الخلفية، ومنطقة سبينينغفيلد المالية في المقدمة.

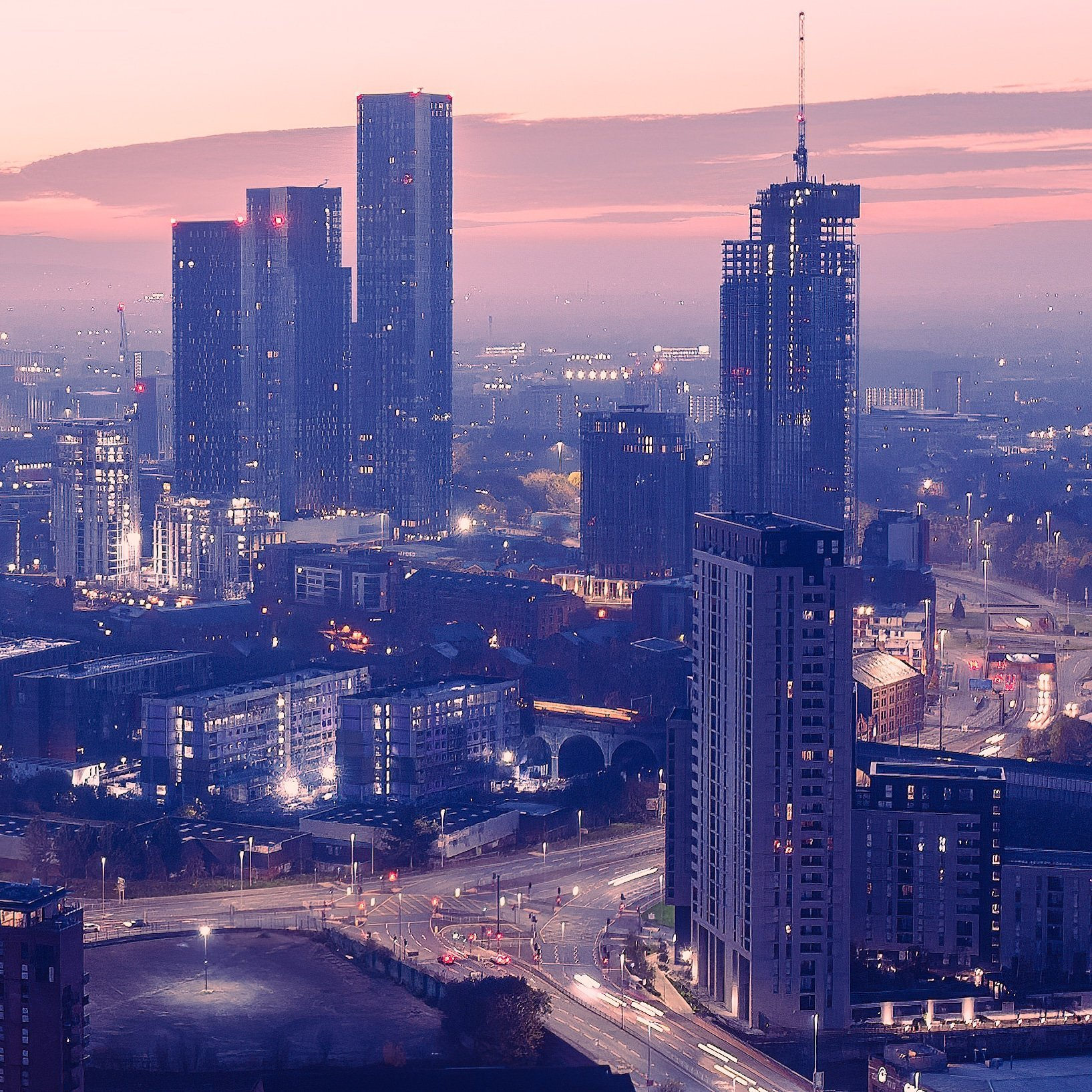
حي غريت جاكسون ستريت- ناطحة سحاب قيد الإنشاء في وسط مانشستر.

لا ينتج مكتب الإحصاء الوطني بيانات اقتصادية لمدينة مانشستر وحدها، ولكنه يتضمن أربعة أحياء حضرية أخرى وهي: سالفورد، وستوكبورت، وتامسايد، وترافورد ضمن منطقة تسمى مانشستر الكبرى الجنوبية، والتي يبلغ إجمالي القيمة المضافة لها 34.8 مليار جنيه إسترليني. نما الاقتصاد بقوة نسبيًا بين عامي 2002 و2012، عندما كان النمو أعلى بنسبة 2.3% من المتوسط الوطني. يعد الاقتصاد الحضري الأوسع ثاني أكبر اقتصاد في المملكة المتحدة. صنفت مدينة عالمية تجريبية من قبل شبكة أبحاث العولمة والمدن العالمية.
نظرًا لاستمرار تعافي الاقتصاد البريطاني من التباطؤ الذي شهده في 2008-2010، فإن مانشستر تؤدي بشكل إيجابي وفقًا للأرقام الأخيرة. إذ أظهرت أقوى نمو سنوي في المخزون التجاري (5%) من جميع المدن الرئيسية في عام 2012. شهدت المدينة زيادة حادة نسبيًا في عدد انهيار الأعمال، وهي أكبر زيادة في جميع المدن الأساسية، ولكن قوبل ذلك بنمو قوي في الأعمال التجارية الجديدة، ما أدى إلى نمو صافي قوي.
تتمتع القيادة المدنية لمانشستر بسمعة طيبة في الفطنة التجارية. تمتلك اثنين من أكثر المطارات ازدحامًا في البلاد وتستخدم أرباحها في تمويل المشاريع المحلية. وفي الوقت نفسه، وجد التقرير البديل التنافسي لشركة (كاي بّي إم جي) أنه في عام 2012، احتلت مانشستر المرتبة التاسعة في التكلفة الضريبية الأقل من أي مدينة صناعية في العالم، وقد جاء انتقال السلطة المالية في وقت سابق لمانشستر أكثر من أي مدينة بريطانية أخرى: يمكنها الاحتفاظ بنصف الضرائب الإضافية الحاصلة من استثمار النقل.
أيضًا، وجد التقرير البديل التنافسي لشركة (كاي بّي إم جي) أن مانشستر كانت أكثر المدن الأوروبية تميزًا بأسعار معقولة، إذ احتلت مرتبة أفضل قليلًا من المدن الهولندية في روتردام وأمستردام، اللتين تحتوي جميعها على مؤشر تكلفة معيشية أقل من 95.
مانشستر هي مدينة على النقيض من ذلك، حيث يمكن العثور على بعض الأحياء الأكثر حرمانًا وثراءً في البلاد. وفقًا لمؤشرات الحرمان المتعدد لعام 2010، فإن مانشستر هو رابع أكثر المجالس المحلية حرمانًا في إنجلترا. بلغ متوسط البطالة طوال الفترة 2012-2013 11.9%، وهو أعلى من المتوسط الوطني، ولكنه أقل من بعض المدن الكبيرة المماثلة في البلاد. من ناحية أخرى، تعد مانشستر الكبرى موطنًا لأصحاب الملايين أكثر من أي مكان آخر خارج لندن، حيث تستحوذ مدينة مانشستر على معظم العدد. في عام 2013، احتلت مانشستر المرتبة السادسة في المملكة المتحدة من حيث جودة الحياة، وفقًا لتصنيف أكبر 12 مدينة في المملكة المتحدة.
النساء أفضل حالًا في مانشستر من بقية البلاد في الأجر المقارن مع الرجال. فجوة الأجور بين الجنسين لكل ساعة عمل تبلغ 3.3% مقارنة بـ 11.1% لبريطانيا بشكل عام. يمتلك 37% من السكان في سن العمل في مانشستر مؤهلات على مستوى الشهادة، مقابل 33% في المتوسط عبر المدن الأساسية الأخرى، على الرغم من أن أداء مدارسها ضعيف مقارنة بالمتوسط الوطني.
تمتلك مانشستر أكبر سوق للمكاتب في المملكة المتحدة خارج لندن، وفقًا لـ (جي فّي أيه غريملي)، مع استيعاب مكتب ربع سنوي (متوسط ما بين 2010-2014) بنحو 250.000 قدم مربع - أي ما يعادل الاستيعاب ربع السنوي للمكاتب في ليدز وليفربول ونيوكاسل مجتمعة و90.000 قدم مربع أكثر من أقرب منافس، برمنغهام. يُعزى سوق المكاتب القوي في مانشستر جزئيًا إلى النقل إلى «الشمال» (من النقل إلى الخارج) والذي يستلزم نقل أو إنشاء وظائف بديلة بعيدًا عن الجنوب المحموم إلى مناطق ربما تكون فيها المساحات المكتبية أرخص وسوق القوى العاملة أقل تشبعًا.
وفقًا لأبحاث الاستثمار العقاري لعام 2019، صنفت مانشستر بالمركز الثاني لـ «أفضل الأماكن للاستثمار في العقارات في المملكة المتحدة». ويعزى ذلك إلى زيادة بنسبة 5.6% في أسعار المساكن والاستثمار المحلي في البنية التحتية وفي مطار مانشستر.

## المعالم

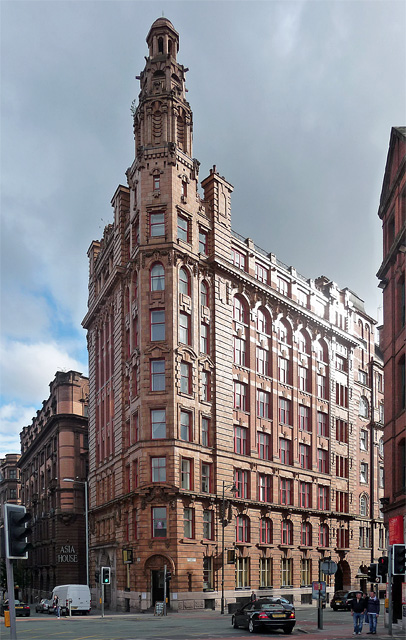
منزل لانكستر على الطراز الباروكي الجديد. تشتهر مانشستر بالمستودعات الفخمة من تجارة المنسوجات في المدينة.

تعرض مباني مانشستر مجموعة متنوعة من الطرز المعمارية، بدءًا من العمارة الفيكتورية إلى العمارة المعاصرة. تتميز المدينة باستخدام الطوب الأحمر على نطاق واسع، ويعود جزء كبير من الهندسة المعمارية إلى أيامها كمركز عالمي لتجارة القطن. يوجد خارج وسط المدينة المباشر عدد كبير من مصانع القطن السابقة، والتي لم يمس بعضها فعليًا منذ إغلاقها، بينما أعيد تطوير العديد منها واستخدامها مباني سكنية ومساحات مكتبية. بني بناء مجلس مدينة مانشستر، في ساحة ألبرت، على الطراز القوطي، ويُنظر إليه على أنه أحد أهم المباني الفيكتورية في إنجلترا.
يوجد في مانشستر أيضًا عدد من ناطحات السحاب التي بنيت في الستينيات والسبعينيات من القرن الماضي، وكان أطولها برج رابطة الدول المستقلة بالقرب من محطة مانشستر فيكتوريا حتى اكتمال برج بيتهام في عام 2006. مثّل هذا الأخير طفرة جديدة في المباني الشاهقة. ويضم فندق هيلتون ومطعمًا وشققًا. أكبر ناطحة سحاب الآن هي البرج الجنوبي في مربع دينسغيت، على ارتفاع 201 متر (659 قدمًا)، المبنى الأخضر، مقابل محطة طريق أكسفورد، هو مشروع سكني رائد صديق للبيئة، في حين أن المربع ذو الزاوية الواحدة هو واحد من أكثر المشاريع استدامة بين المباني الكبيرة في العالم.
حديقة هيتون بارك الحائزة على جوائز في شمال حي المدينة هي واحدة من أكبر المنتزهات البلدية في أوروبا، وتغطي 610 فدانًا (250 هكتارًا) من الحدائق. يوجد بالمدينة 135 متنزهًا وحدائقًا ومساحات مفتوحة.
تحتوي ساحتان كبيرتان على العديد من المعالم الأثرية العامة في مانشستر. تضم ساحة ألبرت آثارًا تذكارية للأمير ألبرت، والأسقف جيمس فريزر، وأوليفر هيوود، ووليام إيوارت غلادستون، وجون برايت. يوجد في حدائق بيكاديللي آثار مخصصة للملكة فيكتوريا وروبرت بيل وجيمس وات ودوق ويلينجتون. النصب التذكاري في ساحة القديس بطرس هو النصب التذكاري الرئيسي لمانشستر لقتلى الحرب. صممه إدوين لوتينز، وهو يحاكي النسخة الأصلية في وايتهول في لندن. نصب آلان تورينج التذكاري في ساكفيل بارك يحيي ذكرى دوره كأب الحوسبة الحديثة. قدم السيد والسيدة تشارلز فيلبس تافت من مدينة سينسيناتي بولاية أوهايو تمثالًا أكبر من العمر لإبراهام لينكولن من تصميم جورج جراي بارنارد في ساحة لينكولن التي تحمل اسمًا (بعد أن وقفت لسنوات عديدة في بلات فيلدز). لعب لانكشاير في مجاعة القطن والحرب الأهلية الأمريكية 1861-1865. يعرض كونكورد بالقرب من مطار مانشستر.
يوجد في مانشستر ست محميات طبيعية محلية محددة: منتزه تشورلتون المائي وغابة بلاكلي وكلايتون فالي وتشورلتون إيس وآيفي جرين وبوغارت هول كلوف وهايفيلد كانتري بارك.

## وسائل النقل

### القطار

خريطة لخطوط السكك الحديدية والميترو في مانشستر الكبرى

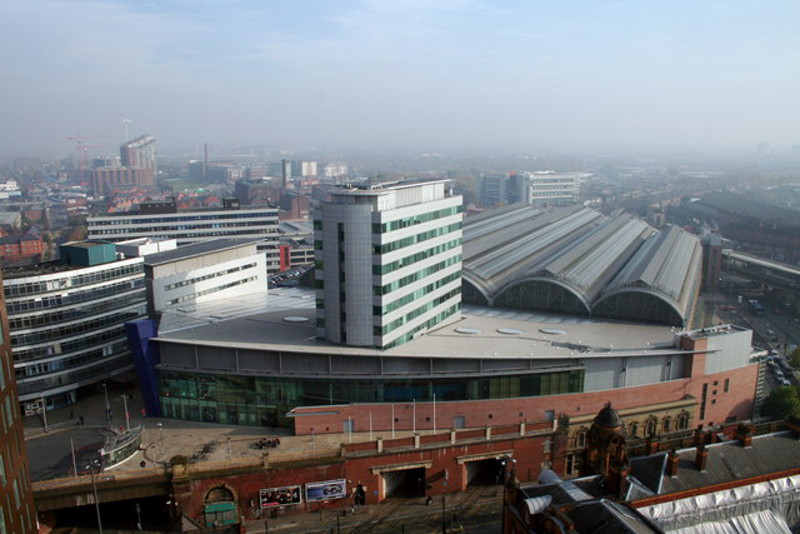
محطة مانشستر بيكاديللي، أكثر محطات السكك الحديدية الرئيسية ازدحامًا في مجموعة محطات مانشستر مع أكثر من 27 مليون مسافر في عام 2017.

كان طريق مانشستر ليفربول أول محطة سكة حديد في العالم للركاب والبضائع وكانت محطة قطار مانشستر على سكة حديد ليفربول ومانشستر أول سكة حديد ركاب بين المدن في العالم. ما تزال موجودة وتشكل مبانيها جزءًا من متحف العلوم والصناعة.
لم تنجُ اثنتان من محطات الخطوط الرئيسية الأربعة في المدينة في الستينيات: أُغلقت كل من مانشستر سنترال ومانشستر إكستشينج في عام 1969. بالإضافة إلى ذلك، أغلقت محطة مانشستر مايفيلد أمام خدمات الركاب في عام 1960؛ ما تزال مبانيها ومنصاتها موجودة، بجوار محطة بيكاديللي، وكان من المقرر إعادة تطويرها في عام 2020.
اليوم، تعد المدينة مخدمة جيدًا من خلال شبكة السكك الحديدية الخاصة بها على الرغم من أنها تعمل الآن، وهي في مركز شبكة سكك حديدية واسعة على مستوى المقاطعة، بما في ذلك الخط الغربي للخط الرئيسي، مع محطتين رئيسيتين: مانشستر بيكاديللي ومانشستر فيكتوريا. تعد مجموعة محطات مانشستر -التي تضم مانشستر بيكاديللي ومانشستر فيكتوريا وطريق مانشستر أكسفورد ودينزجيت- ثالث أكثر المجموعات ازدحامًا في المملكة المتحدة، إذ سجل 44.9 مليون مسافر في عام 2017/2018. خطط أيضًا للقطار السرعة 2 إلى برمنغهام ولندن، والذي إذا بني سوف يشمل نفقًا بطول 12 كم (7 ميل) تحت مانشستر في الاقتراب النهائي إلى محطة بيكاديللي التي رقيت بالفعل.
كانت التحسينات الأخيرة في مانشستر كجزء من نورثيرن هوب في عام 2010 العديد من مخططات الكهربة في وعبر مانشستر، وإعادة تطوير محطة فيكتوريا وبناء أوردسول كورد الذي يربط مباشرة بين فيكتوريا وبيكاديللي. لم يبدأ العمل على منصتين جديدتين في بيكاديللي وتحديث شامل في طريق أكسفورد اعتبارًا من عام 2019. يعاني وسط مدينة مانشستر من قدرة سكة حديد محدودة تعاني في كثير من الأحيان إلى التأخير والإلغاء - وجد تقرير عام 2018 أن جميع محطات مانشستر الرئيسية الثلاث من بين أسوأ عشر محطات في المملكة المتحدة من حيث الالتزام بالمواعيد، ويعتبر طريق أكسفورد الأسوأ في البلاد.

### المترولينك (الترام)

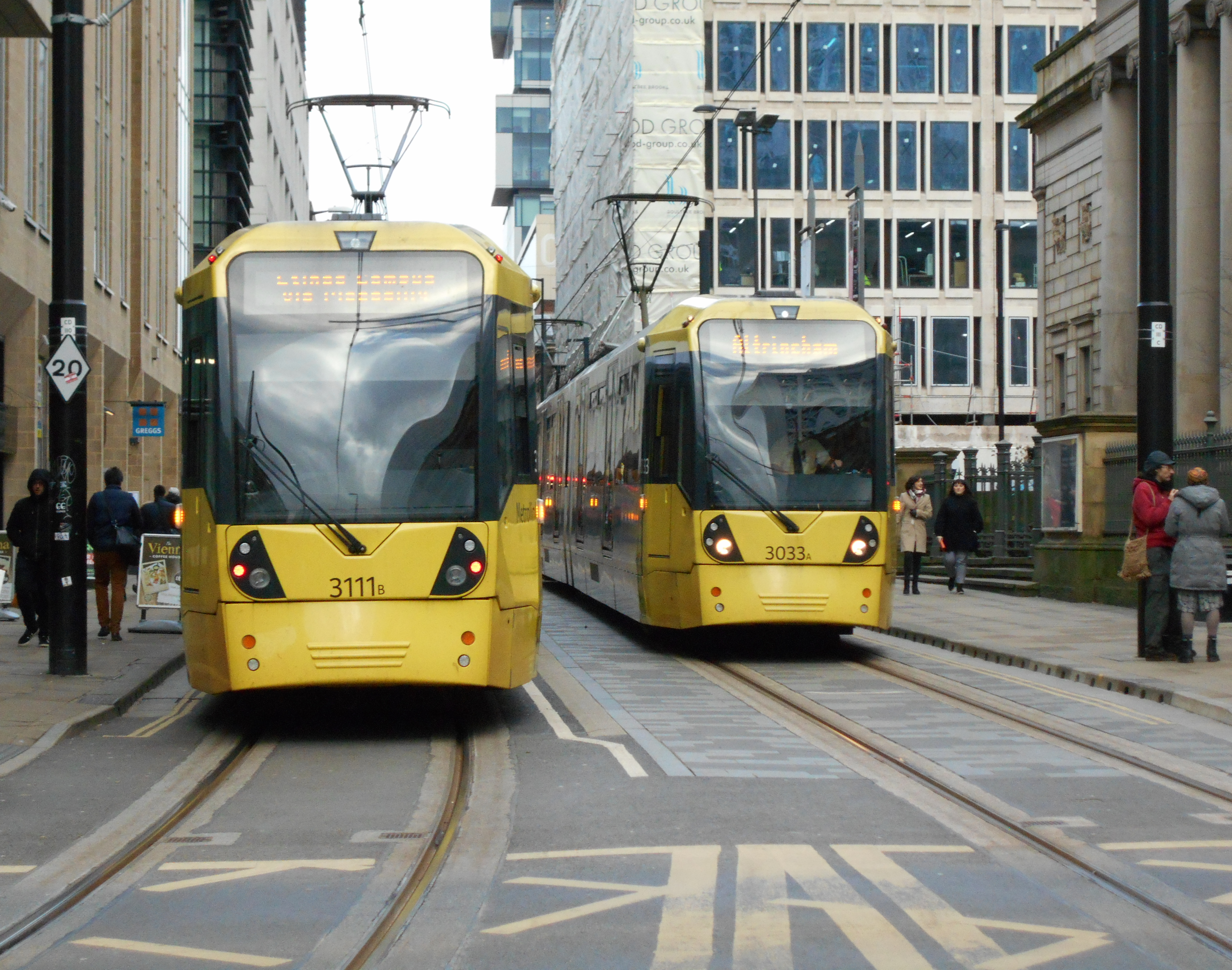
مانشستر ميترولينك هو أكبر نظام ترام في المملكة المتحدة، ويبلغ طول مساره الإجمالي 57 ميلًا (92 كم).

أصبحت مانشستر أول مدينة في المملكة المتحدة تحصل على نظام ترام سكة حديد خفيف حديث عندما افتتح مانشستر مترولينك في عام 1992. في 2016-2017، جرت 37.8 مليون رحلة ركاب على هذا النظام. يعمل النظام الحالي في الغالب على خطوط سكة حديد ركاب سابقة حولت لاستخدام السكك الحديدية الخفيفة، ويعبر وسط المدينة عبر خطوط الترام في الشوارع. تتكون الشبكة من ثمانية خطوط مع 99 محطة. افتتح خط جديد لمركز ترافورد في عام 2020. مركز مدينة مانشستر مخدوم أيضًا بأكثر من اثني عشر موقعًا للحديقة وركوب السكك الحديدية الثقيلة والخفيفة.

### الحافلات

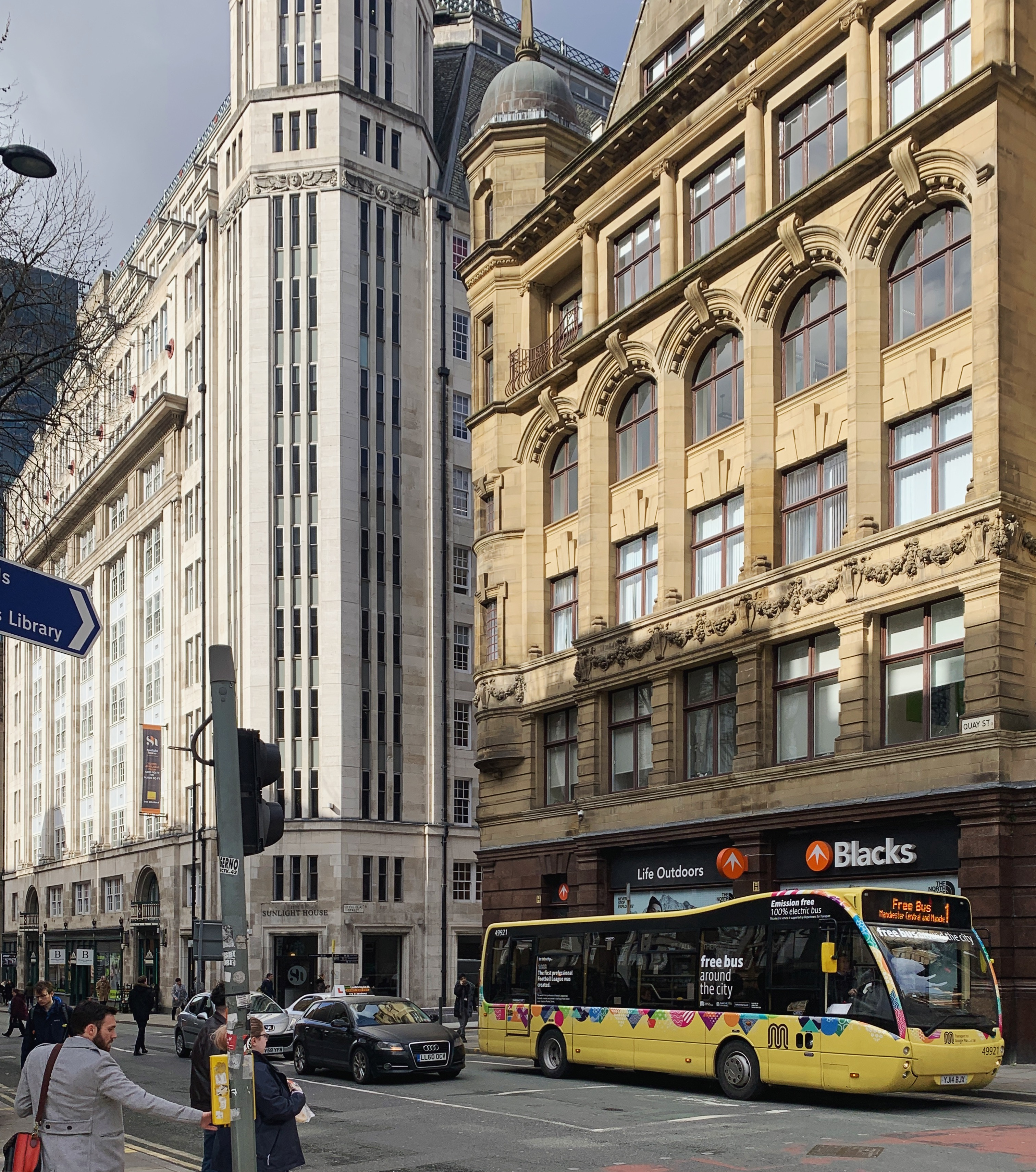
تعمل الحافلات المجانية على ثلاثة مسارات حول وسط مدينة مانشستر. تغادر كل حافلة كل 10 دقائق، من الاثنين إلى السبت.

تمتلك المدينة واحدة من أكثر شبكات الحافلات انتشارًا خارج لندن، إذ تعمل أكثر من 50 شركة حافلات في منطقة مانشستر الكبرى. في عام 2011، جرت 80% من رحلات النقل العام في مانشستر الكبرى عن طريق الحافلات، وهو ما يعادل 220 مليون رحلة ركاب كل عام. بعد إلغاء القيود في عام 1986، استحوذت شركة باصات جي إم على نظام الحافلات، والتي قسمت بعد الخصخصة إلى باصات جي إم الشمالية وباصات جي إم الجنوب. في وقت لاحق جرى الاستيلاء عليها من قبل فيرست غريتر مانشستر وستيجكوتش مانشستر. بيع الكثير من الأعمال الأولى في مانشستر الكبرى إلى باصات دياموند الشمالية الغربية وجي أوه الشمالية الغربية في عام 2019. تقوم شركة جي أوه نورث ويست بتشغيل خدمة حافلات بدون أجرة بثلاثة مسارات تسمى «ميترو شاتل»، والتي تنقل 2.8 مليون مسافر سنويًا حول المناطق التجارية في مانشستر. تعد ستيجكوتش مانشستر أكبر شركة تابعة لمجموعة ستيجكوتش وتشغل حوالي 690 حافلة.

### الطيران
يخدم مطار مانشستر مانشستر وشمال إنجلترا وشمال ويلز. يعد المطار ثالث أكثر المطارات ازدحامًا في المملكة المتحدة، مع أكثر من ضعف عدد الركاب السنويين في ثاني أكثر المطارات ازدحامًا خارج لندن. تغطي الخدمات العديد من الوجهات في أوروبا وأمريكا الشمالية ومنطقة البحر الكاريبي وأفريقيا والشرق الأوسط وآسيا (مع وجهات من مانشستر أكثر من أي مطار آخر في بريطانيا). افتتح مدرج ثان في عام 2001 وكانت هناك تحسينات مستمرة في المحطة. يتمتع المطار بأعلى تصنيف متاح:«الفئة 10»، ويضم مجموعة من نخبة المطارات القادرة على التعامل مع طائرات «كود إف»، بما في ذلك طائرات إيرباص A380 وبوينغ 747-8. اعتبارًا من سبتمبر 2010، أصبح المطار واحدًا من 17 مطارًا فقط في العالم والمطار الوحيد في المملكة المتحدة بخلاف مطار هيثرو ومطار جاتويك لتشغيل طائرة إيرباص A380.
يقع مطار مانشستر الأصغر على بعد 9.3 كم (6 ميل) إلى الغرب من وسط مدينة مانشستر. كان أول مطار محلي في مانشستر وأصبح موقع أول برج لمراقبة الحركة الجوية في المملكة المتحدة، وأول مطار محلي في المملكة المتحدة يرخص من قبل وزارة الطيران. اليوم، تستخدم رحلات الطيران العارض الخاصة والطيران العام. كما أن لديها مدرسة طيران، ولدى كل من وحدة الدعم الجوي لشرطة مانشستر الكبرى والإسعاف الجوي الشمالي الغربي طائرات هليكوبتر متمركزة هناك.

### القناة
بنيت شبكة قنوات واسعة، بما في ذلك قناة مانشستر للسفن، من أجل نقل البضائع من الثورة الصناعية فصاعدًا؛ ما تزال القنوات محفوظة، على الرغم من إعادة استخدامها الآن إلى حد كبير للاستخدام الترفيهي. في عام 2012، جرت الموافقة على خطط لإدخال خدمة التاكسي المائي بين وسط مدينة مانشستر ومدينة الميديا في سالفورد كويز. توقف هذا عن العمل في يونيو 2018، بحجة ضعف البنية التحتية.

### ركوب الدراجات
يتمتع ركوب الدراجات في وسائل النقل والترفيه بشعبية في مانشستر، كما تلعب المدينة دورًا رئيسيًا في سباقات الدراجات البريطانية.

## الثقافة

### الموسيقى

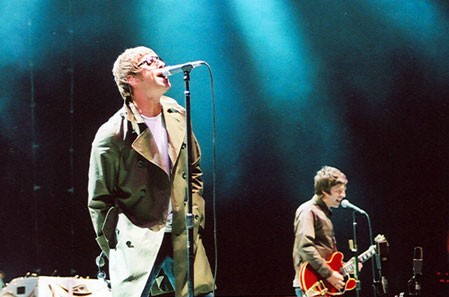
الأخوان غالاغر من فرقة أويسس

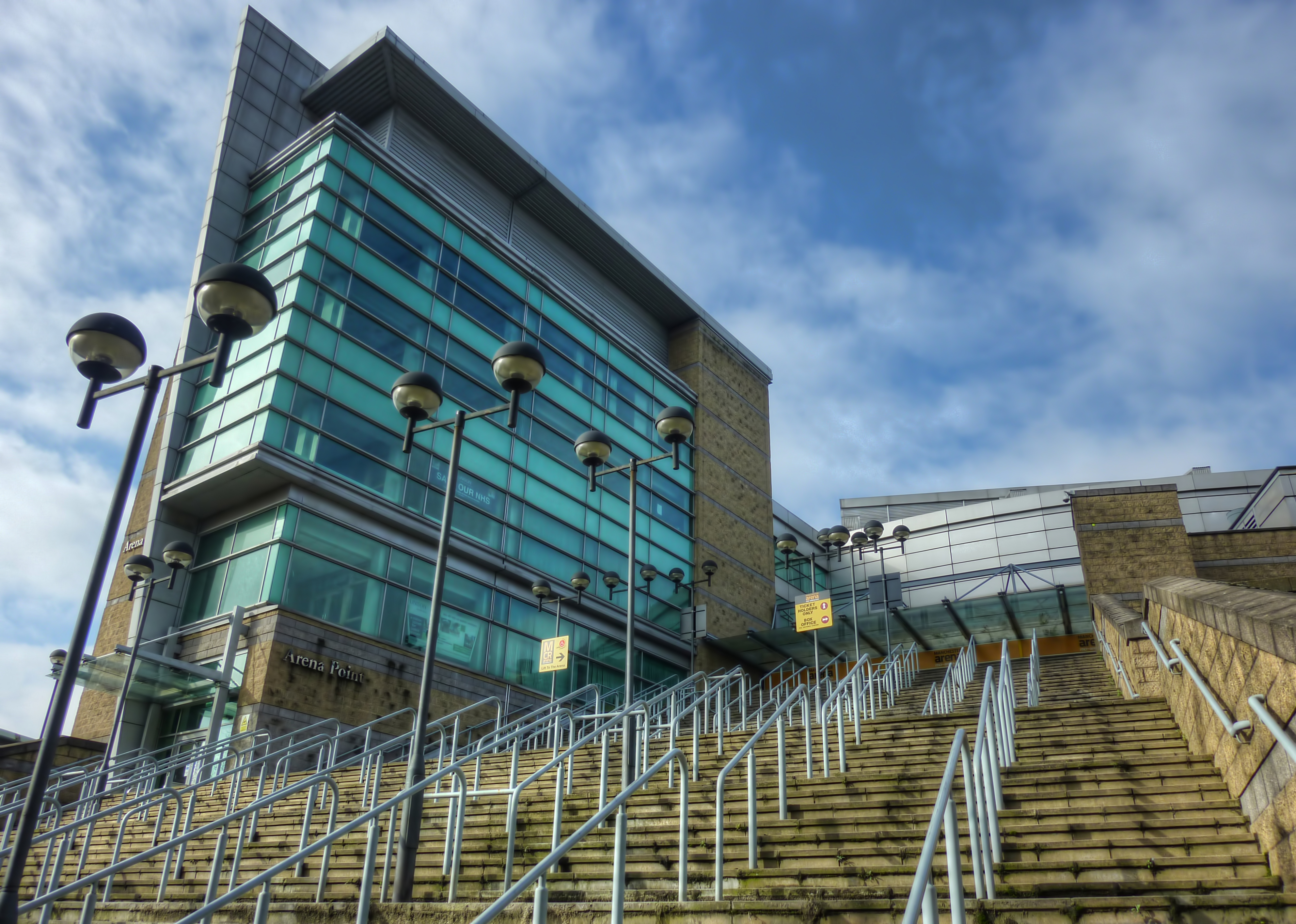
صالة مانشستر أرينا، وهو مكان داخلي متعدد الاستخدامات رئيسي في المدينة وواحد من أكبر الساحات المبنية لهذا الغرض في الاتحاد الأوروبي.

تشتمل الفرق التي ظهرت من المشهد الموسيقي في مانشستر على: فان دير غراف جينيريتور، وأويسيس، وذا سميثز، وجوي ديفيجن، ومجموعة نيو أوردر التي خلفتها وبازكوكس، وذا ستون روزس، وذا فول، وذا ديوروتي كولومن، و10 سي سي، وغودلي & كريم، وذا فيرف، وإلباو، ودوفز، وذا كارل-أتينز، وإم بيبل، وال1975، وسيمبلي ريد، وتيك ذات، وداتش أنكلز، وإيفري ثينغ إيفري ثينغ، وبيل ويفز، وذا آوت فيلد. كانو يُنسبوا إلى مانشستر باعتبارها القوة الدافعة الرئيسية وراء الموسيقى البريطانية المستقلة في الثمانينيات بقيادة ذا سميث، بما في ذلك فيما بعد ذا ستون روزس وهابي موندايز وإنسبيرال كاربيتس وجايمس. جاءت المجموعات اللاحقة مما أصبح يُعرف بمشهد «مادشيستر» والتي تتمحور أيضًا حول ملهى هاسيندا الليلي الذي طوره مؤسس شركة فاكتوري ريكوردز، توني ويلسون. على الرغم من أن (ذا كيميكال براذرز) من جنوب إنجلترا تشكلوا لاحقًا في مانشستر. وجد موريسي، الذي كان يلعب دور البطولة في سميثز، والذي غالبًا ما تشير كلماته إلى مواقع وثقافة مانشستر، نجاحًا دوليًا بصفة فنان منفرد. في السابق، كانت أعمال مانشستر البارزة في الستينيات تشمل ذا هوليز، وهيرمانز هيرميتس، ودافي جونز أوف ذا مونكييس (اشتهرت في منتصف الستينيات بألبوماتها وبرنامجها التلفزيوني الأمريكي)، وبيي غيز السابق، الذي نشأ في شورلتون. فرقة أخرى معاصرة بارزة من بالقرب من مانشستر هي ذا كاورتينرز التي تتكون من ليام فراي وأربعة أصدقاء مقربين. المغني وكاتب الأغاني رين هارفيو هو أيضًا من مانشستر الكبرى.
المكان الرئيسي لموسيقى البوب هو مانشستر أرينا، وقد صوت لها لتكون «مكان العام الدولي» في عام 2007 مع أكثر من 21000 مقعد، فهي أكبر ساحة من نوعها في أوروبا. من حيث حضور الحفلات الموسيقية، فهي الساحة الداخلية الأكثر ازدحامًا في العالم، قبل ماديسون سكوير غاردن في نيويورك و(أوه2) أرينا في لندن، واللتين تحتلان المرتبة الثانية والثالثة من حيث الازدحام. تشمل الأماكن الأخرى مانشستر أبولو، وألبرت هول، وفيكتوريا ويرهاوس وأكاديمية مانشستر. الأماكن الأصغر تشمل باند أون ذا وول، وكافيه نايت آند داي وروبي لاونج. يوجد في مانشستر أيضًا معظم أحداث موسيقى الإندي والروك خارج لندن.
يوجد في مانشستر مجموعتان من الأوركسترا السيمفونية، وهما هالي وبي بي سي فيلهارمونيك، وأوركسترا الحجرة، ومانشستر كاميراتا. في الخمسينيات من القرن الماضي، كانت المدينة موطنًا لما يسمى بـ «مدرسة مانشستر» للملحنين الكلاسيكيين، والتي كانت تتألف من هاريسون بيرتويستل وبيتر ماكسويل ديفيز وديفيد إليس وألكسندر جوهر. تعد مانشستر مركزًا للتعليم الموسيقي: الكلية الملكية الشمالية للموسيقى ومدرسة شيثام للموسيقى. كانت المدرسة الشمالية للموسيقى (التي تأسست عام 1920) والكلية الملكية لمانشستر للموسيقى (تأسست عام 1893)، والتي اندمجت في عام 1973، من أوائل المدربين وعازفي البيانو/الموصلات في آر إن سي إم، بعد فترة وجيزة من تأسيسها كان آرثر فريدهايم روسي (1859-1932)، والذي كان لاحقًا يمتلك مكتبة الموسيقى في معهد بيبودي الشهير للموسيقى في بالتيمور بولاية ماريلاند، والذي سمي باسمه. كان المكان الرئيسي للموسيقى الكلاسيكية هو قاعة التجارة الحرة في شارع بيتر حتى افتتاح في عام 1996 من 2500 مقعد في قاعة بريدجووتر.
موسيقى الفرقة النحاسية -وهي تقليد في شمال إنجلترا- مهمة للتراث الموسيقي لمانشستر؛ بعض الفرق الموسيقية الرائدة في المملكة المتحدة، مثل سي دبليو إس مانشستر باند وفايري باند، من مانشستر والمناطق المحيطة بها، وويت تقام مسابقة الفرقة النحاسية يوم الجمعة سنويًا في المناطق المجاورة في سادلورث وتامسايد.

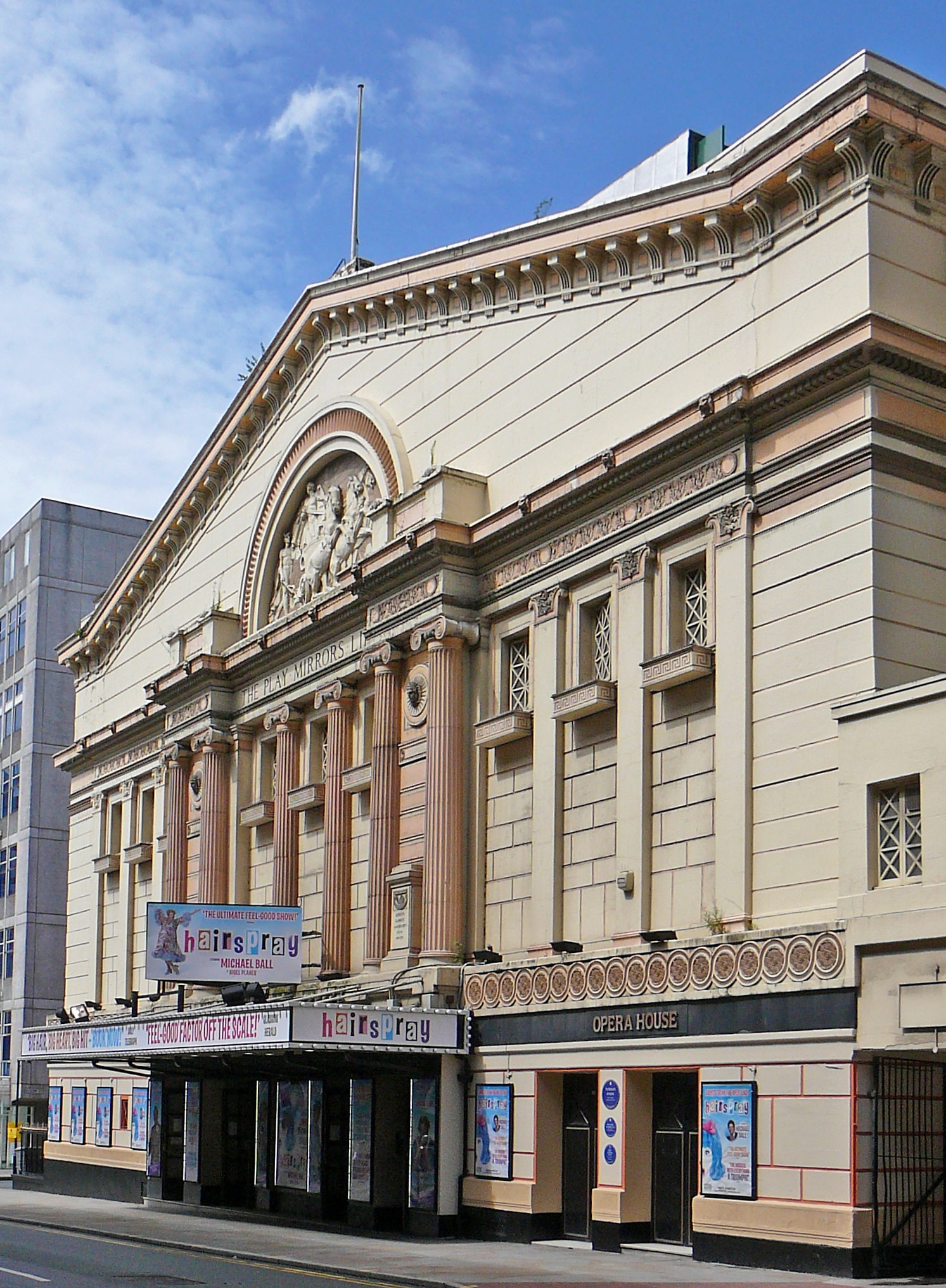
دار الأوبرا، أحد أكبر أماكن المسارح في مانشستر

### الفنون التمثيلية
تتمتع مانشستر بمسرح وأوبرا ورقص مزدهر، مع عدد من أماكن العروض الكبيرة، بما في ذلك دار أوبرا مانشستر، التي تتميز بعروض سياحية واسعة النطاق ومنتجات ويست إند؛ مسرح القصر ومسرح رويال إكستشينج في بورصة القطن سابقًا في مانشستر، وهو أكبر مسرح في الجولة في المملكة المتحدة.
تشمل الأماكن الأصغر مسرح الاتصال وزي-آرتس في دانس-هاوس على طريق أوكسفورد في هولمر. في عام 2014، تم افتتاح إتش أوه إم إي، مجمع فنون جديد مخصص. يضم مكانين للمسرح وخمس دور سينما ومساحة معرض فني، وقد حل محل كورنرهاوس ومسرح المكتبة.
منذ عام 2007، استضافت المدينة مهرجان مانشستر الدولي، وهو مهرجان دولي للفنون كل سنتين يركز على العمل الأصلي، والذي تضمن تكليفات جديدة رئيسية لفنانين، بما في ذلك بيورك. أعلن بيان حكومي في 2014 عن منحة بقيمة 78 مليون جنيه إسترليني لـ«مساحة فنون جديدة واسعة النطاق وفائقة المرونة» للمدينة. في وقت لاحق صرح المجلس بأنه حصل على 32 مليون جنيه إسترليني أخرى. تم تأكيد المكان الذي تبلغ تكلفته 110 مليون جنيه إسترليني في يوليو 2016. 13-14 المسرح، الذي سيطلق عليه اسم المصنع، بعد تسجيلات مصنع مانشستر، سيوفر مقرًا دائمًا لمهرجان مانشستر الدولي. ومن المقرر افتتاحه في نهاية عام 2019.

### المتاحف وصالات العرض

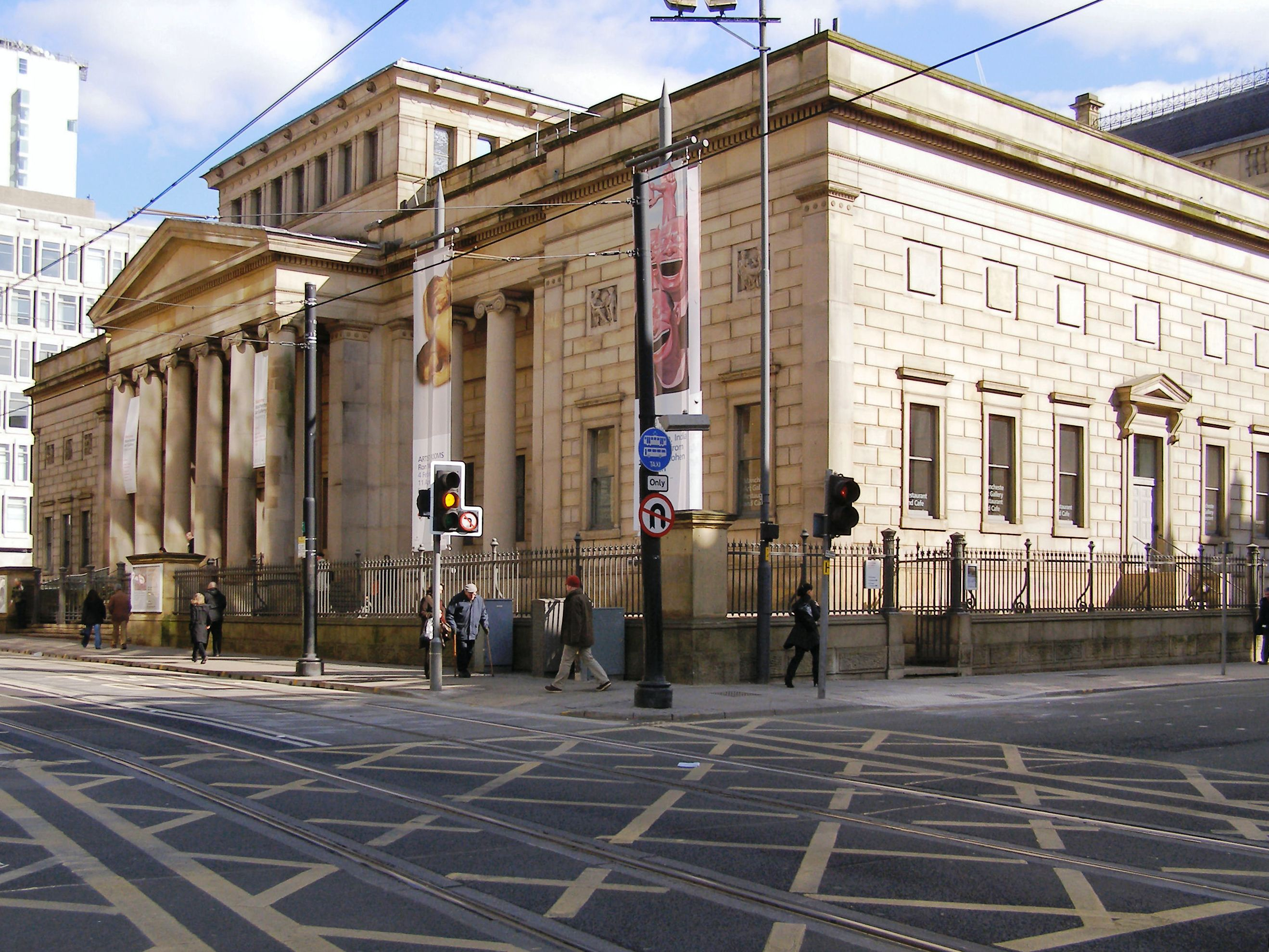
معرض مانشستر للفنون

تحتفل متاحف مانشستر بتاريخ مانشستر الروماني، وتراثها الصناعي الغني ودورها في الثورة الصناعية، وصناعة النسيج، والحركة النقابية، والاقتراع النسائي وكرة القدم. الجزء المعاد بناؤه من الحصن الروماني ماموكيوم مفتوح للجمهور في كاسلفيلد. يحتوي متحف العلوم والصناعة، الذي يقع في محطة سكة حديد طريق ليفربول السابقة، على مجموعة كبيرة من القاطرات البخارية والآلات الصناعية والطائرات ونسخة طبق الأصل من أول برنامج كمبيوتر مخزن في العالم (يُعرف باسم طفل مانشستر). يعرض متحف النقل مجموعة من الحافلات والترام التاريخية. منتزه ترافورد في حي ترافورد المجاور هو موطن لمتحف الحرب الإمبراطوري الشمالي. افتتح متحف مانشستر للجمهور في ثمانينيات القرن التاسع عشر، ولديه مجموعات بارزة في علم المصريات والتاريخ الطبيعي.
يضم معرض مانشستر للفنون المملوك للبلدية في شارع موسلي مجموعة دائمة من اللوحات الأوروبية وأحد المجموعات البريطانية الرئيسية للوحات ما قبل الرفائيلية.
في جنوب المدينة، يعرض معرض ويتوورث للفنون الفن الحديث والنحت والمنسوجات وصوت له كمتحف العام في عام 2015. تشمل مساحات العرض والمتاحف الأخرى في مانشستر إسلينغتون ميل في سالفورد، والمتحف الوطني لكرة القدم في أوربز، ومعرض  كاسلفيلد، ومعرض أزياء مانشستر في بلات فيلدز بارك، ومتحف تاريخ الشعب ومتحف مانشستر اليهودي.
يمكن مشاهدة أعمال الرسام المولود في ستريتفورد إل إس لوري، والمعروف بلوحات «عود الثقاب» لمانشستر الصناعي وسالفورد، في معارض سيتي وويتوورث مانشستر، وفي مركز لوري للفنون في سالفورد كويز (في حي سالفورد المجاور)، الذي يخصص معرضًا دائمًا كبيرًا لأعماله.

### الأدب

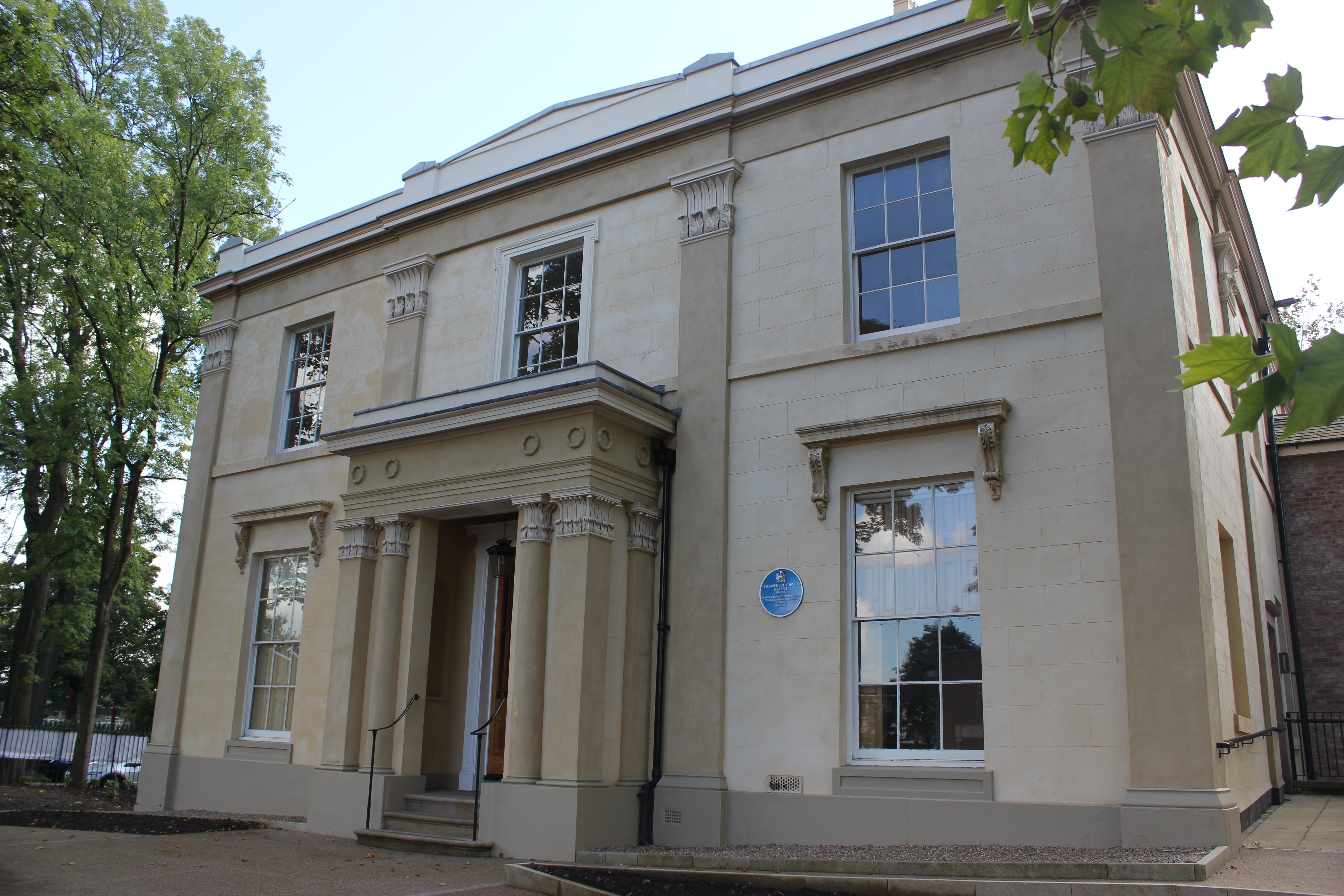
جاسكل هاوس، حيث كتبت السيدة جاسكل معظم رواياتها. المنزل الآن متحف.

تعد مانشستر إحدى مدن اليونسكو للأدب المعروفة بـ«التاريخ الأدبي الراديكالي». ظهرت مانشستر في القرن التاسع عشر في الأعمال التي تسلط الضوء على التغييرات التي أحدثها التصنيع. وهي تشمل رواية إليزابيث جاسكل ماري بارتون: قصة حياة مانشستر (1848)، ودراسات مثل حالة الطبقة العاملة في إنجلترا عام 1844 بواسطة فريدريك إنجلز، أثناء إقامته وعمله هنا. كانت مانشستر مكان التقاء إنجلز وكارل ماركس. بدأ الاثنان كتابة البيان الشيوعي في مكتبة شيثام - التي تأسست عام 1653 وتزعم أنها أقدم مكتبة عامة في العالم الناطق باللغة الإنجليزية. في مكان آخر من المدينة، تضم مكتبة جون ريلاندز مجموعة واسعة من المطبوعات المبكرة. تُعرض بردية مكتبة ريلاندز بّي52، التي يُعتقد أنها أقدم نص موجود في العهد الجديد، بشكل دائم هناك.
تسجل قصيدة ليتيتيا لاندون، مانشستر في كتاب قصاصات غرفة الرسم في فيشر 1835، النمو السريع للمدينة وأهميتها الثقافية.
يشتهر تشارلز ديكنز بأنه وضع روايته «أوقات عصيبة» في المدينة، وعلى الرغم من أنها صُممت جزئيًا على غرار بريستون، إلا أنها تُظهر تأثير صديقته السيدة جاسكل. كتبت جاسكل جميع رواياتها ولكن ماري بارتون في منزلها في 84 بليموث جروف. غالبًا ما استضاف منزلها المؤلفين المؤثرين: ديكنز، وشارلوت برونتي، وهارييت بيتشر ستو وتشارلز إليوت نورتون وغيرهم. هو مفتوح الآن كمتحف أدبي.
بدأت شارلوت برونتي في كتابة روايتها جين اير عام 1846، بينما كانت تقيم في مساكن في هولم. كانت ترافق والدها باتريك، الذي كان يقضي فترة نقاهة في المدينة بعد جراحة الساد. من المحتمل أنها تصورت فناء كنيسة كاتدرائية مانشستر كمدفن لوالدي جين ومسقط رأس جين نفسها. وترتبط أيضًا بالمدينة الشاعرة والروائية الفيكتورية إيزابيلا بانكس، التي اشتهرت بروايتها عام 1876 رجل مانشستر. ولدت الكاتبة الأنجلو أمريكية فرانسيس هودجسون بورنيت في حي شيثام هيل بالمدينة عام 1849، وكتبت الكثير من روايات أطفالها الكلاسيكية ذا سيكريت غاردن أثناء زيارتها لمتنزه سالفورد بويل هيل القريب.
أنتوني بيرجس هو من بين كتّاب القرن العشرين الذين جعلوا مانشستر موطنهم. كتب هنا الهجاء البائس أيه كلوكوورك أورانج في عام 1962. انتقلت السيدة كارول آن دافي، الحائزة على جائزة الشاعرة من 2009 إلى 2019، إلى المدينة في عام 1996 وتعيش في ويست ديدسبري.

### الحياة الليلية
توسع الاقتصاد الليلي لمانشستر بشكل كبير منذ عام 1993 تقريبًا، مع الاستثمار من مصانع الجعة في الحانات والمنازل العامة والنوادي، جنبًا إلى جنب مع الدعم الفعال من السلطات المحلية. أكثر من 500 مبنى مرخص في وسط المدينة لديها القدرة على التعامل مع أكثر من 250.000 زائر، مع 110.000-130.000 شخص يزورونها في ليلة عطلة نهاية الأسبوع، ما يجعل مانشستر المدينة الأكثر شهرة بواقع 79 لكل ألف شخص. تبلغ قيمة الاقتصاد الليلي نحو 100 مليون جنيه إسترليني. ويدعم 12000 وظيفة.
مشهد مادشستر في الثمانينيات، والذي ظهرت منه مجموعات مثل ذا ستون روزس، وهابي موندايز، وإنسبيرال كاربيتس، وستيت 808، وجايمس آند ذا كارلاتانز، كانت تدور حول نوادي مثل ذا هاكيندا. كانت الفترة موضوع فيلم 24 آور بارتي بيبول. عانت العديد من الأندية الكبرى من مشاكل الجريمة المنظمة في ذلك الوقت. توصفحالة تعرض فيها الموظفون للترهيب التام لدرجة أنه طلب الدخول وتقديم المشروبات مجانًا وجرى تناول المخدرات بشكل علني. بعد سلسلة من حوادث العنف المتعلقة بالمخدرات، أغلقت هاكيند في عام 1997.

### قرية المثليين جنسيًا
المنازل العامة في منطقة شارع القناة لديها عملاء مثليو الجنس منذ عام 1940 على الأقل، وتشكل الآن مركز مجتمع لمثليي الجنس في مانشستر. منذ افتتاح الحانات والنوادي الجديدة، تجذب المنطقة 20000 زائر في نهاية كل أسبوع وتستضيف مهرجانًا شعبيًا -مانشستر برايد- كل أغسطس منذ عام 1995.

## التعليم

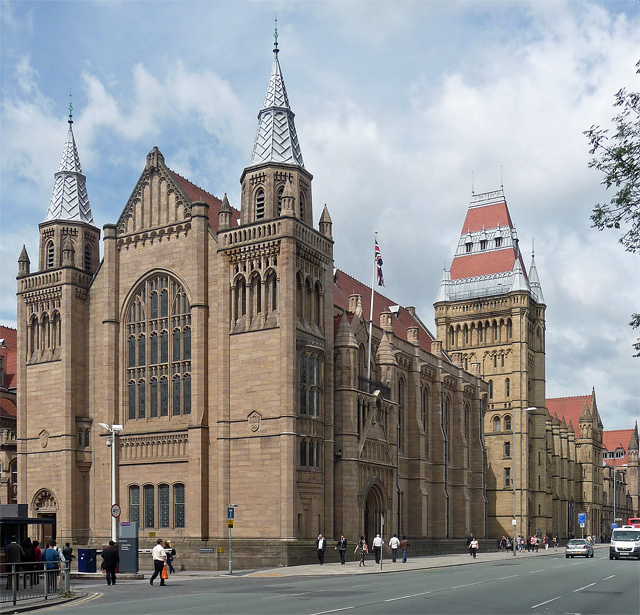
ويتوورث هول في جامعة مانشستر، مع ما يقرب من 40 ألف طالب، وهي أكبر جامعة في المملكة المتحدة من حيث التسجيل

توجد ثلاث جامعات في مدينة مانشستر. جامعة مانشستر وجامعة مانشستر متروبوليتان والكلية الشمالية الملكية للموسيقى. جامعة مانشستر هي أكبر جامعة تعمل بدوام كامل في المملكة المتحدة، أُنشئت في عام 2004 من خلال اندماج جامعة فيكتوريا في مانشستر -التي تأسست عام 1904- وجامعة يو إم آي إس تي، التي تأسست في عام 1956 بعد أن تطورت من الميكانيكا. تأسس المعهد، مثلما هو موضح في شعار الجامعة، في عام 1824. تضم جامعة مانشستر كلية مانشستر للأعمال، التي قدمت أول دورة ماجستير في إدارة الأعمال في المملكة المتحدة في عام 1965.
شكلت جامعة مانشستر متروبوليتان باسم مانشستر بوليتيكنيك بدمج ثلاث كليات في عام 1970. وحصلت على مكانة جامعية في عام 1992، وفي نفس العام استوعبت كلية كريوي والساغر للتعليم العالي في جنوب شيشاير. تمتلك جامعة القانون، وهي أكبر مزود للتدريب القانوني المهني في أوروبا، حرمًا جامعيًا في المدينة.
جمعت الجامعات الثلاث حول طريق أكسفورد على الجانب الجنوبي من وسط المدينة، والتي تشكل أكبر منطقة حضرية للتعليم العالي في أوروبا. يبلغ عدد الطلاب معًا 76,025 طالبًا في التعليم العالي اعتبارًا من عام 2015، على الرغم من أن ما يقرب من 6000 منهم كانوا في حرم جامعة مانشستر متروبوليتان في كرو وألساجر في شيشاير.
واحدة من المدارس الثانوية البارزة في مانشستر هي مدرسة مانشستر غرامر سكول. تأسست عام 1515، كمدرسة قواعد مجانية بجوار ما يعرف الآن بالكاتدرائية، وانتقلت في عام 1931 إلى أولد هول لين في فالوفيلد، جنوب مانشستر، لاستيعاب العدد المتزايد من الطلاب. في فترة ما بعد الحرب، كانت مدرسة قواعد المنحة المباشرة (أي ممولة جزئيًا من الدولة)، لكنها عادت إلى الوضع المستقل في عام 1976 بعد إلغاء نظام المنح المباشرة. يستخدم مبانيها السابقة الآن من قبل مدرسة شيثامز للموسيقى. توجد ثلاث مدارس قريبة: مدرسة وليام هولم لقواعد اللغة ومدرسة ويثينجتون للبنات ومدرسة مانشستر الثانوية للبنات.
في عام 2010، احتلت هيئة التعليم المحلي في مانشستر المرتبة الأخيرة من بين عشرة مؤسسات تعليمية محلية في مانشستر الكبرى والمرتبة 147 من أصل 150 في التعليم المحلي في الدولة بناءً على النسبة المئوية للتلاميذ الذين حصلوا على خمس درجات على الأقل من أيه-سي في الشهادة العامة للتعليم الثانوي (جي سي إس إي) بما في ذلك الرياضيات واللغة الإنجليزية (38.6% مقارنة بالمعدل الوطني البالغ 50.7 في المائة). كما شهد «إل إي أيه» أعلى نسبة حدوث للغياب: 11.11 في المائة من «جلسات نصف يوم غاب عنها التلاميذ»، أعلى بكثير من المتوسط الوطني البالغ 5.8%. من بين المدارس في «إل إي أيه» التي تضم 30 تلميذًا أو أكثر، حصل أربعة تلاميذ على 90% أو أكثر حصلوا على خمس درجات على الأقل من أيه إلى سي في «جي سي إس إي» بما في ذلك الرياضيات واللغة الإنجليزية: مدرسة مانشستر الثانوية للبنات، وكلية سانت بيدي، ومدرسة مانشستر الإسلامية الثانوية للبنات، ومدرسة الملك ديفيد الثانوية. تمكن ثلاثة منهم من إدارة 25% أو أقل: كلية بلانت هيل للفنون، ومدرسة نورث مانشيستر الثانوية للبنين، ومدرسة بروكواي الثانوية، وكلية الرياضة.

## الرياضة

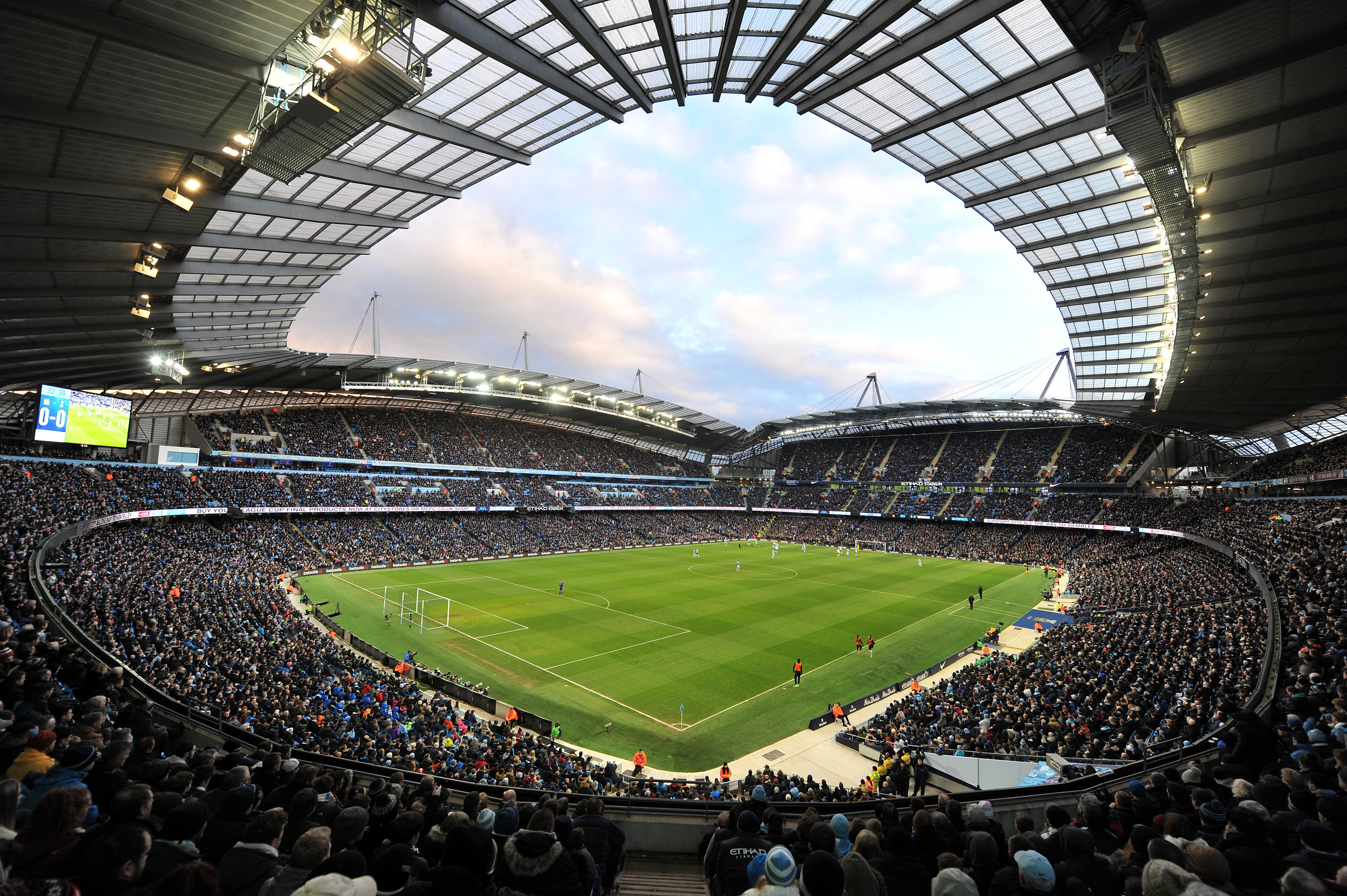
ملعب الاتحاد، ملعب نادي مانشستر سيتي الإنجليزي الممتاز والملعب المضيف لألعاب الكومنولث 2002

تشتهر مانشستر بأنها مدينة رياضية. فريقان من الدوري الإنجليزي الممتاز لكرة القدم يحملان اسم المدينة - مانشستر يونايتد ومانشستر سيتي. يلعب مانشستر يونايتد مبارياته على أرضه في أولد ترافورد، في ضاحية ترافورد بمانشستر، الذي يعد أكبر ملعب لكرة القدم في المملكة المتحدة. ملعب مانشستر سيتي هو ملعب مدينة مانشستر (المعروف أيضًا باسم ملعب الاتحاد لأغراض الرعاية)؛ هدم ملعبه السابق، الواقع على طريق مين في عام 2003. بني ملعب مدينة مانشستر في البداية كملعب ألعاب القوى الرئيسي لدورة ألعاب الكومنولث عام 2002 ثم أعيد تشكيله ليصبح ملعب كرة قدم قبل وصول مانشستر سيتي. استضافت مانشستر مسابقات كرة القدم المحلية والقارية والدولية في استاد فالوفيلد، طريق مين، أولد ترافورد واستاد مدينة مانشستر. تشمل المسابقات المستضافة في المدينة كأس العالم لكرة القدم (1966)، بطولة كرة القدم الأوروبية (1996)، كرة القدم الأولمبية (2012)، نهائي دوري أبطال أوروبا (2003)، نهائي كأس الاتحاد الأوروبي (2008)، أربع نهائيات كأس الاتحاد الإنجليزي (1893، 1911)، 1915، 1970) وثلاث نهائيات كأس الرابطة (1977، 1978، 1984).
بنيت مرافق رياضية من الدرجة الأولى لدورة ألعاب الكومنولث عام 2002، بما في ذلك ملعب مدينة مانشستر ومركز الاسكواش الوطني ومركز مانشستر للألعاب المائية. تنافست مانشستر مرتين لاستضافة الألعاب الأولمبية، وتغلبت عليها أتلانتا في عام 1996 وسيدني لعام 2000. ويتضمن المركز الوطني للدراجات مضمارًا للسيارات، ومضمار بي أم أكس أرينا، ودراجات ماونتين بايك ، وهو موطن لركوب الدراجات البريطاني. جرى بناء مانشستر فيلودروم كجزء من العطاء لألعاب 2000 وأصبح حافزًا للنجاح البريطاني في ركوب الدراجات. استضاف مضمار الدراجات بطولة العالم لركوب الدراجات في UCI للمرة الثالثة في عام 2008. افتتحت ساحة بي إم إكس الداخلية الوطنية (سعة 2000) بجوار مضمار الحلبة في عام 2011. استضافت مانشستر أرينا بطولة «فينا» العالمية للسباحة في عام 2008. تطور نادي مانشستر للكريكيت إلى نادي لانكشاير للكريكيت ويلعب في ملعب أولد ترافورد للكريكيت، وكذلك مانشستر أوريجينالز، وهو فريق كريكيت جديد في المدينة تأسس في عام 2019 سيلعب في مسابقة الكريكيت الجديدة ذا هاندريد، التي تمثل لانكشاير ومانشستر. استضافت مانشستر أيضًا بطولة العالم للاسكواش في عام 2008، واستضافت أيضًا بطولة العالم للاكروس 2010 في يوليو 2010.  الأحداث الرياضية الأخيرة التي استضافتها مانشستر تشمل سلسلة 2013 Ashes وكأس العالم للرجبي 2013 وكأس العالم للرجبي 2015.

## وسائل الإعلام

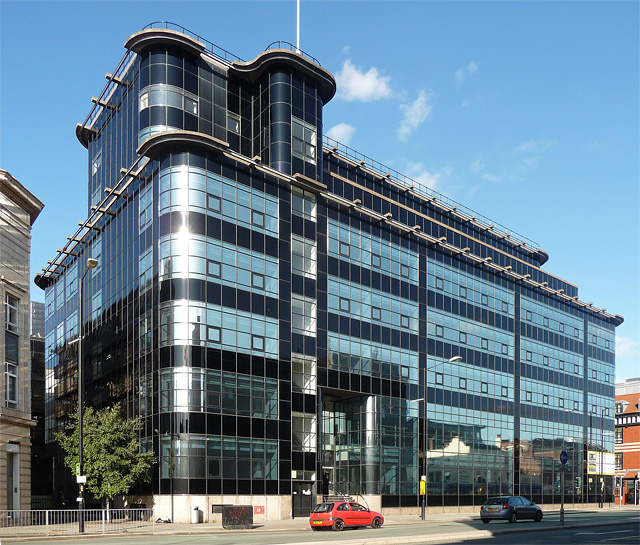
مبنى ديلي إكسبريس في الثلاثينيات من القرن الماضي، مانشستر، من بقايا شارع الأسطول الثاني البريطاني

### وسائل الإعلام المطبوعة
تأسست صحيفة ذا غارديان في المدينة عام 1821 باسم ذا مانشستر غارديان. حتى عام 2008، كان مكتبها الرئيسي ما يزال في المدينة، على الرغم من نقل العديد من وظائفها الإدارية إلى لندن في عام 1964. لسنوات عديدة، كان لمعظم الصحف الوطنية مكاتب في مانشستر: ذا دايلي تيليغراف ودايلي إكسبريس ودايلي ميرور وذا صن. في أوجها، وظف 1500 صحفي، ما أطلق على المدينة لقب «شارع الأسطول الثاني». في الثمانينيات، أغلقت العناوين مكاتبها الشمالية وركزت عملياتها في لندن.
الصحيفة الإقليمية الرئيسية في المدينة هي مانشستر إيفينينغ نيوز، والتي كانت لأكثر من 80 عامًا المنشور الشقيق لمانشستر غارديان. تتمتع مانشستر إيفينينغ نيوز بأكبر عدد من الصحف المسائية الإقليمية في المملكة المتحدة وتوزع مجانًا في وسط المدينة يومي الخميس والجمعة، ولكنها تُدفع في الضواحي. على الرغم من عنوانه، وهي متوفرة طوال اليوم.
توزع العديد من الصحف المحلية الأسبوعية المجانية من قبل مجموعة إم إي إن. يتوفر مترو نورث ويست مجانًا في محطات مترولينك ومحطات السكك الحديدية والمواقع المزدحمة الأخرى.
أغلقت محاولة إطلاق صحيفة يومية شمالية -ورث ويست تايمز- التي كانت توظف صحفيين زائدة عن الحاجة بسبب عناوين أخرى، في عام 1988. جرت محاولة أخرى مع الشمال الغربي إنكويرر، التي كانت تأمل في توفير صحيفة «إقليمية» حقيقية للشمال الغربي، على غرار ما تفعله يوركشاير بوست في يوركشاير أو ذا نورثيرن إيكو لنورث إيست؛ تم طيها في أكتوبر 2006.

### التلفاز

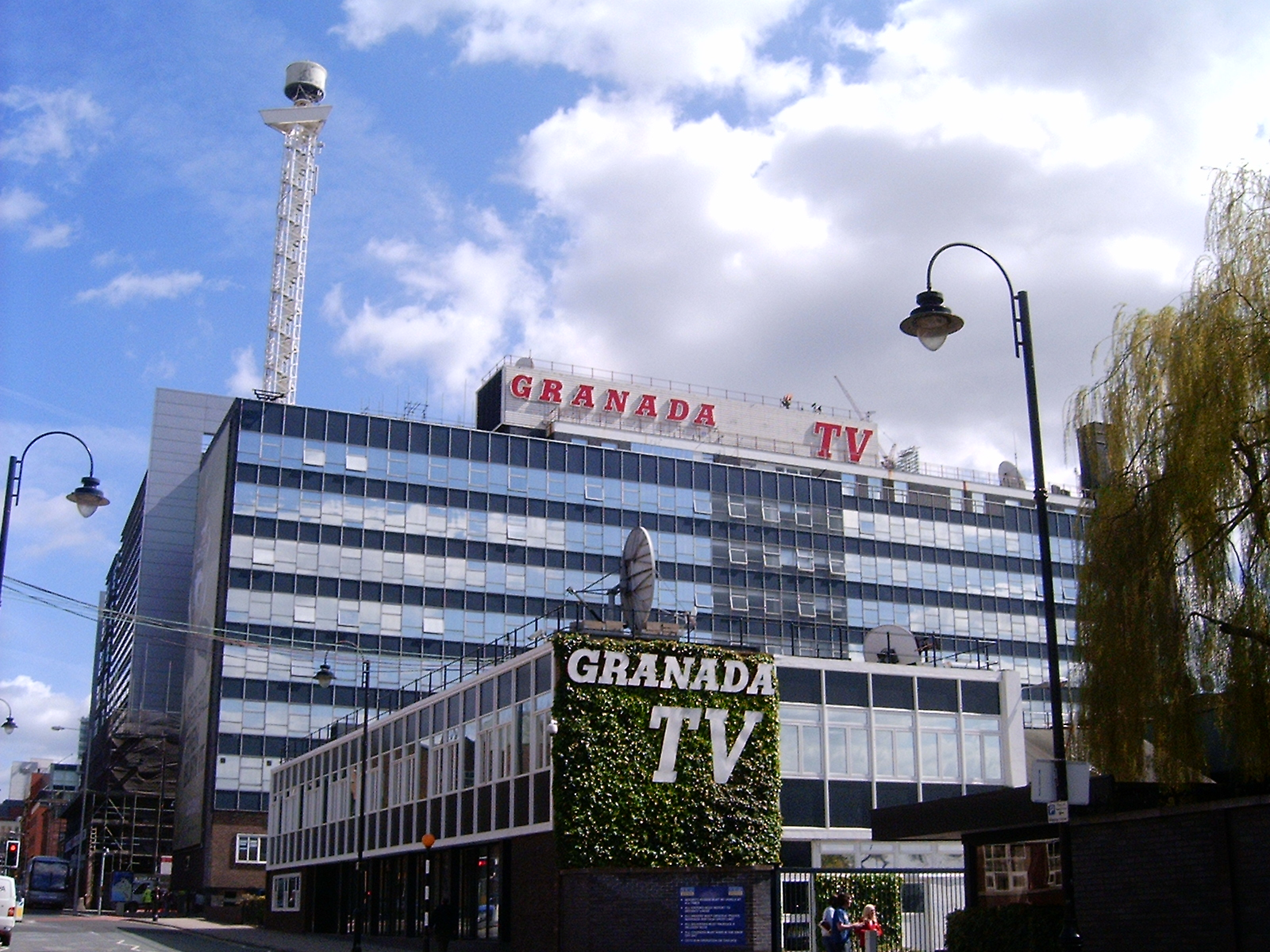
استوديوهات غرناطة، المقر السابق لتلفزيون غرناطة

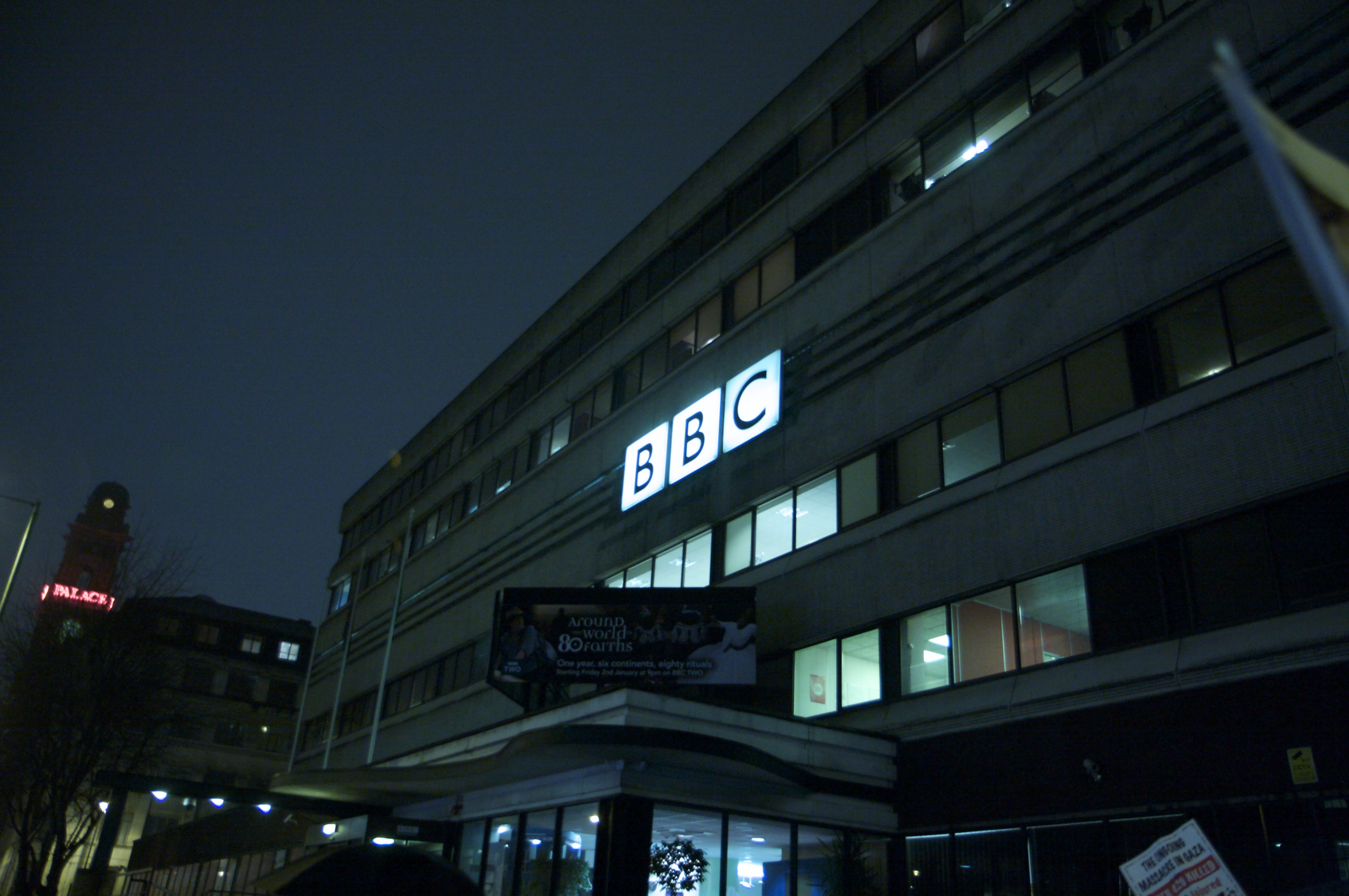
مبنى بي بي سي مانشستر السابق على طريق أكسفورد

كانت مانشستر مركزًا للبث التلفزيوني منذ الخمسينيات. شغلت عدد من استوديوهات التلفزيون في جميع أنحاء المدينة، ونقلت منذ ذلك الحين إلى مدينة الميديا في سالفورد المجاورة.
يقع مقر امتياز تلفزيون غرناطة ITV في مانشستر منذ عام 1954. ومقرها الآن في مدينة الميديا، كان المقر السابق للشركة في استديوهات غرناطة على طريق كواي مع اللافتة المضيئة المميزة علامة بارزة في أفق مانشستر لعدة عقود. تنتج غرناطة شارع التتويج، أخبار وبرامج محلية لشمال غرب إنجلترا. على الرغم من أن نفوذها قد تضاءل، فقد وصفت غرناطة بأنها «أفضل شركة تلفزيونية تجارية في العالم».
مع نمو التليفزيون الإقليمي في الخمسينيات من القرن الماضي، أصبحت مانشستر أحد المراكز الرئيسية الثلاثة لهيئة الإذاعة البريطانية في إنجلترا. في عام 1954، افتتحت بي بي سي أول استوديو تلفزيوني إقليمي لهيئة الإذاعة البريطانية خارج لندن -ديكنسون رود ستوديوز- في كنيسة ميثودية تم تحويلها في روشولمي. تم بث النسخة الأولى من توب أوف بوبس هنا في يوم رأس السنة الجديدة عام 1964. من عام 1975 ، تم إنتاج برامج بي بي سي بما في ذلك ماستر مايند، وريل ستوري في نيو برودكاست هاوس على طريق أوكسفورد. وضعت سلسلة «كات إت (اقطعها)» في الحي الشمالي بالمدينة وذا ستريت في مانشستر كما كانت أحداث الحياة على المريخ. كانت مانشستر هي القاعدة الإقليمية لبرامج بي بي سي في الشمال الغربي قبل أن تنتقل إلى مدينة الميديا في منطقة سالفورد كواي القريبة.
قناة مانشستر التلفزيونية، القناة إم، المملوكة لمجموعة الـ غارديان ميديا تعمل منذ عام 2000، لكنها أغلقت في عام 2012. يتم تغطية مانشستر أيضًا من قبل قناتين تلفزيونيتين على الإنترنت: كواي نيوز ومانشستر تي فّي. كان للمدينة قناة أرضية جديدة من يناير 2014 هي يور تي في مانشستر، التي فازت بعرض ترخيص أوف-كوم في فبراير 2013. بدأ بثها الأول، ولكن في عام 2015، استلمت مانشستر البث في 31 مايو وأطلقت خدمة القناة 8 المجانية فتحة، قبل الانتقال إلى القناة 7 في أبريل 2016.

### الراديو
تمتلك المدينة أكبر عدد من المحطات الإذاعية المحلية خارج لندن، بما في ذلك راديو بي بي سي مانشستر ، راديو هيتس راديو مانشستر، العاصمة مانشستر، غرايتيست هيتس مانشستر، وهارت نورث ويست، وسموث نورث ويست ونورث مانشستر إف إم. تشمل المحطات الإذاعية للطلاب فيوز إف إم في جامعة مانشستر وراديو إم إم يو في جامعة مانشستر متروبوليتان. تنسق شبكة راديو المجتمع بواسطة راديو ريجين، مع وجود محطات تغطي آردويك ولونغسايت وليفنشولم (الكل FM 96.9) وويذينشاو  FM 97.2. تشمل المحطات الإذاعية المغلقة سانسيت، التي أصبحت كيس 102 ثم غالاكسي مانشستر، وكاي إف إم التي أصبحت سيغنال كيشاير (الآن إيماجن إف إم). لعبت هذه المحطات وراديو بايرتس دورًا مهمًا في ثقافة الموسيقى المنزلية في المدينة، مشهد مادشيستر.

## العلاقات الدولية
تحظى مانشستر بترتيبات توأمة رسمية (أو «اتفاقيات صداقة») مع عدة أماكن. بالإضافة إلى ذلك، يحتفظ المجلس الثقافي البريطاني بمركز حضري في مانشستر.
- أمستردام، هولندا (2007)
- بيلوي، نيكاراغوا
- كيمنتس، ألمانيا (1983)[204]
- قرطبة، إسبانيا
- فيصل أباد، باكستان (1997)
- لوس أنجلوس، الولايات المتحدة الأمريكية (2009)
- رحوفوت، إسرائيل
- سانت بطرسبرغ، روسيا (1962)
- ووهان، جمهورية الصين الشعبية (1986)
- ملبورن، أستراليا

مانشستر هي موطن لأكبر مجموعة من القناصل في المملكة المتحدة خارج لندن. أدى توسع روابط التجارة الدولية خلال الثورة الصناعية إلى إدخال القناصل الأوائل في عشرينيات القرن التاسع عشر ومنذ ذلك الحين تمركز أكثر من 800 من جميع أنحاء العالم في مانشستر. تستضيف مانشستر الخدمات القنصلية لمعظم شمال إنجلترا.